# Sous les jupes des filles (film)
Vous lisez un « article de qualité » labellisé en 2018.
Pour les articles homonymes, voir Sous les jupes des filles.
Pour plus de détails, voir Fiche technique et Distribution.
Sous les jupes des filles est un film français réalisé par Audrey Dana, sorti en 2014.
Ce film choral raconte les tribulations de onze femmes à Paris, le temps du cycle hormonal de l'une d'elles. Le projet est né du constat que les comédies proposent peu de rôles aux femmes, hormis des personnages de faire-valoir, et de la volonté de proposer un film mettant en avant les femmes et donnant une autre image de la féminité, variée et sans tabou. Pour préparer ce film, Audrey Dana, qui réalise alors son premier long métrage, a d'abord interrogé de nombreuses femmes et fait participer ses interprètes à la construction de ses personnages. L'un des rôles principaux est interprété par la réalisatrice même, qui fait notamment appel à Vanessa Paradis, Isabelle Adjani, Laetitia Casta et Sylvie Testud pour les autres personnages.
La critique a souvent été négative lors de sa sortie, les reproches s'articulant souvent autour d'une vision stéréotypée des femmes, de la vulgarité des situations ou encore du trop grand nombre de personnages, alors que les compliments s'orientent surtout sur la performance de certaines actrices ou sur l'audace d'Audrey Dana. Outre les aspects cinématographiques, le film a suscité des critiques d'un autre ordre à la suite du positionnement de sa réalisatrice et de certaines actrices sur la question du féminisme et le rejet de ce terme, même si Audrey Dana a fini par reconnaître que sa démarche était foncièrement féministe. Malgré cet accueil général, Sous les jupes des filles a connu un grand succès en salles en dépassant le million d'entrées en France.
La bande originale est composée par Imany. Une des chansons du film, Don't Be So Shy, connaît un succès international sous une version remixée deux ans après la sortie du film.

## Synopsis

### Présentation générale
Rose est une femme d'affaires influente qui a tout sacrifié pour sa vie professionnelle. N'ayant ni amies ni mari ni enfants, elle tente de changer le cours des choses le jour où elle apprend avoir un taux de testostérone anormalement élevé pour une femme. Sa jeune assistante, Adeline, doit se dépêtrer de sa vie professionnelle et vit un drame personnel, sa mère ayant tué son père et se retrouvant au tribunal. L'avocate de cette affaire est Agathe, femme belle et brillante ayant une fâcheuse émotivité intestinale, qui s'avère notamment gênante lorsqu'elle est attirée par un homme. Elle est la meilleure amie de Jo, célibataire qui a tendance à être nymphomane durant la moitié de son cycle menstruel et glacée pendant l'autre moitié. Jo est par ailleurs la maîtresse de Jacques, le mari d'Inès, myope comme une taupe et incapable de s'apercevoir qu'elle se fait tromper. Elle travaille pour Lili, styliste de mode qui n'accepte ni l'éventualité d'être ménopausée, ni le fait que sa fille adolescente puisse être en âge d'avoir des relations sexuelles. Elle a parmi ses collaborateurs Pierre, le mari d'Ysis, jeune mère de quatre enfants embourbée dans sa routine familiale au point d'oublier de s'occuper d'elle. Ysis tombe un jour sous le charme de Marie, sa baby-sitter lesbienne, qui lui fait découvrir les plaisirs entre femmes. Sam, quant à elle, est la sœur de Lili et apprend qu'elle a un cancer du sein. Sophie, voisine de Jo, est une autre employée de Lili. Elle sait que sa collègue Inès est cocue et le fait joyeusement savoir aux autres employés. En revanche, elle n'a jamais connu l'orgasme et en souffre. Fanny souffre aussi mais n'en a pas conscience, sa frustration se manifestant par de nombreux tics au visage. Conductrice de la ligne de bus 81 de la RATP, elle est avec le même homme depuis l'âge de 15 ans et semble n'avoir ni complicité ni vie sexuelle avec lui. Un violent choc à la tête lui révèle ses envies et ses fantasmes.
Pendant près d'un mois, ces onze femmes se croisent ou interagissent, nouant parfois des relations entre elles.

### Déroulement du synopsis
L'histoire commence un 21 mars ; c'est le début du printemps et c'est également le commencement d'un nouveau cycle menstruel pour Jo. Cela entraîne chez elle une sexualité compulsive incluant des désirs pour Jacques, son amant marié. De son côté, Ysis et son mari Pierre se réveillent avec les mêmes envies de faire l'amour, mais la routine les en empêche et Ysis emmène leurs quatre garçons à l'école. Rose, pour sa part, est une femme d'affaires qui est à la tête d'un important institut de sondage, au personnel majoritairement masculin. Un médecin des assurances lui fait savoir que son taux de testostérone est anormalement élevé pour une femme et lui assène une série de stéréotypes sur la femme dominante, qui agacent profondément Rose, laquelle fait remarquer que ces propos sont misogynes. Elle se rend toutefois compte que, n'ayant ni conjoint ni enfants ni amies, elle correspond à ces clichés, et demande donc à sa jeune assistante Adeline de retrouver pour elle ses amies d'enfance.
Ysis passe sur le lieu de travail de Pierre, une entreprise de stylisme, pour lui apporter un dossier. Elle y croise notamment trois collaboratrices de son mari : Inès, qui va bientôt se faire opérer pour corriger sa myopie, Sophie, qui essaie implicitement de faire comprendre à la précédente que son mari (Jacques) la trompe, et Lili, la styliste extravertie, patronne de l'entreprise. Pierre s'éclipse rapidement lorsqu'il reçoit un appel d'Adeline, leur ancienne voisine. En partant, Ysis rencontre justement Adeline dans la rue ; cette dernière, sur le point d'aller voir secrètement Pierre, est gênée. Ysis ne paraît pas s'en rendre compte et lui demande de ses nouvelles car elle vit un drame personnel : sa mère est accusée d'avoir tué son père après avoir longtemps été battue par lui.
Le soir, Sam, la sœur de Lili, a un rapport sexuel avec un jeune homme dans son cabinet de gynécologie. Dehors, le tonnerre gronde, ce qui fait sursauter Sam, qui a facilement peur du monde qui l'entoure et a soudain l'impression qu'un intrus est entré. Lorsqu'elle apprend que son jeune amant ne dormira pas avec elle la nuit suivante, elle tente d'appeler un autre amant pour lui tenir compagnie. Un peu plus tard, anticipant une hypothétique agression dans la rue, elle vaporise par maladresse sa bombe lacrymogène dans ses propres yeux.
Dans leur appartement, Ysis et Pierre s'apprêtent à sortir. Arrive alors Marie, la patronne de l'agence « Free Môme » à laquelle ils font appel, qui remplace exceptionnellement leur baby-sitter habituelle. Avant de partir, Ysis surprend par hasard la conversation téléphonique de Marie, qui s'est isolée un instant aux toilettes : lesbienne, elle parle à sa partenaire de son désir d'être avec elle et de lui faire l'amour. Plus tard, Ysis et Pierre boivent au comptoir d'un bar. Devant la barwoman, ils se taquinent sur leur taille respective de seins et de pénis. Alors qu'Ysis a beaucoup bu, elle a soudain l'air plus triste et Pierre fait remarquer que ce n'est pas forcément une bonne idée de fêter chaque année l'anniversaire de la mort de sa mère, décédée à 27 ans, soit l'âge qu'Ysis va bientôt avoir. De retour chez eux, Ysis trouve le prétexte de descendre les poubelles pour rattraper Marie au bas de l'immeuble. Influencée à la fois par l'alcool et par un désir soudain, elle tient des propos maladroits et embrasse Marie avant de remonter, laissant la seconde interloquée.

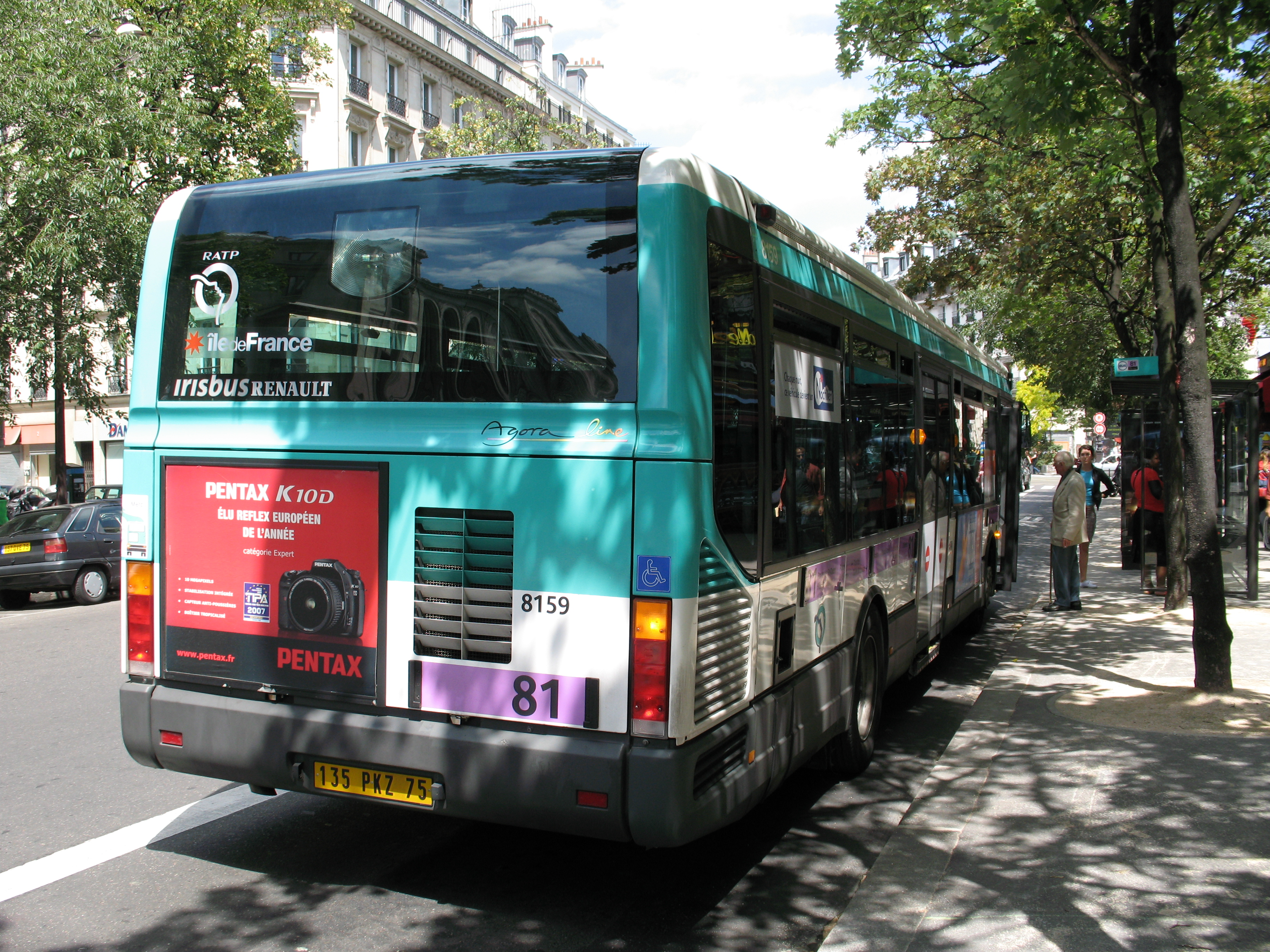
Bus de la ligne 81, que conduit Fanny.

Deux nouveaux personnages font alors son apparition dans l'histoire. Fanny, affublée de nombreux tics, est en couple depuis l'âge de 15 ans avec son mari, Jean. Tous deux conducteurs de bus à la RATP, ils semblent ne rien partager et leur vie sexuelle est inexistante. Dans la rue, perturbée par des remarques sexistes de deux passants, Fanny heurte violemment un poteau puis se relève avec l'aide d'Adeline. De son côté, une jeune avocate, Agathe, est reçue par un confrère pour lui demander des conseils sur un dossier dont elle a la charge : la défense de la mère d'Adeline. Très émotive, elle s'enfuit précipitamment lorsque son attirance pour l'avocat lui provoque de bruyants troubles intestinaux. De retour chez elle, Fanny ressent des pulsions sexuelles, que Jean repousse, et est victime d'hallucinations. Quant à Agathe, elle raconte ce qui lui est arrivé à son amie Jo, laquelle lui suggère des réponses au SMS de l'avocat, qui accepte de dîner avec Agathe.
Lili consulte sa sœur pour des douleurs de seins ; Sam explique qu'il s'agit probablement de la ménopause, mais Lili est dans le déni. Sam lui suggère alors de passer une mammographie, indiquant qu'elle va d'ailleurs en faire une elle-même, et elle cale aussi un rendez-vous pour la fille adolescente de Lili. Pendant ce temps, Adeline explique à Rose qu'une seule de ses « amies d'enfance » a accepté de la revoir : Cathy Bento. Plus tard, lors de leurs courtes retrouvailles, Cathy lui fait comprendre que tout le monde la détestait et prend plaisir à lui raconter les tortures que tout le monde imaginait lui infliger à l'époque. Comprenant qu'elle n'a jamais vraiment eu d'amies, Rose demande donc à Adeline de l'aider à s'en faire de nouvelles.
Après son opération, Inès teste sa vue sans lunettes. Sophie lui fait lire la phrase « mon mari me trompe » dans un magazine pour tenter de la faire réagir, mais Inès nie catégoriquement. Néanmoins, le soir-même, elle trouve sur le portable de Jacques un message explicite de sa maîtresse. Elle passe alors la nuit à lister tout ce qu'elle a fait pour son mari tout en l'obligeant à l'écouter et en lui préparant une valise. De son côté, Jo espère que Jacques va la rejoindre chez elle. Lorsqu'elle entend frapper, elle se met en scène en petite tenue en train de regarder un film pornographique, mais se retrouve à faire entrer Sophie, qui cherche simplement sa chatte. Jo se confie ensuite à Agathe, pleurant parce que personne ne veut d'elle, alors que Sophie, dans l'appartement voisin, pousse de forts cris de plaisir en plein ébat avec son mari. Plus tard, Jo retrouve Jacques devant son appartement. Elle accepte avec joie sa proposition de l'épouser et de venir vivre chez elle.
En plein repas, Ysis reçoit un appel de Marie. Elle fait croire à son mari qu'Adeline a besoin de soutien, alors que Pierre a justement reçu un SMS d'Adeline au moment où sa femme téléphonait. Ysis part rejoindre Marie, avec qui elle entame une relation. Lorsqu'elle revient le lendemain matin, Pierre lui reproche de l'avoir laissé seul avec les enfants. Inversement, Fanny essaie de redonner un souffle à son couple mais Jean n'accepte pas les comportements de son épouse et quitte le foyer conjugal pour retourner chez sa mère. Fanny entame ensuite une relation avec James Gordon, un acteur américain qui vient de s'installer à Paris, en ignorant totalement sa notoriété et sa supposée homosexualité.
Lili apprend par sa fille que Sam a un remplaçant d'une grande beauté. La mère prétexte alors une urgence pour le consulter. Sa bienveillance lui permet d'accepter qu'elle a subi un choc, celui de comprendre que sa fille est en âge d'avoir une vie sexuelle. Décidant de passer à autre chose, Lili décide d'organiser une grande braderie avec sa garde-robe et annonce l'évènement sur Facebook. Sam apprend quant à elle qu'elle a un cancer du sein, ce qui lui fait relativiser les nombreuses peurs qu'elle avait auparavant.

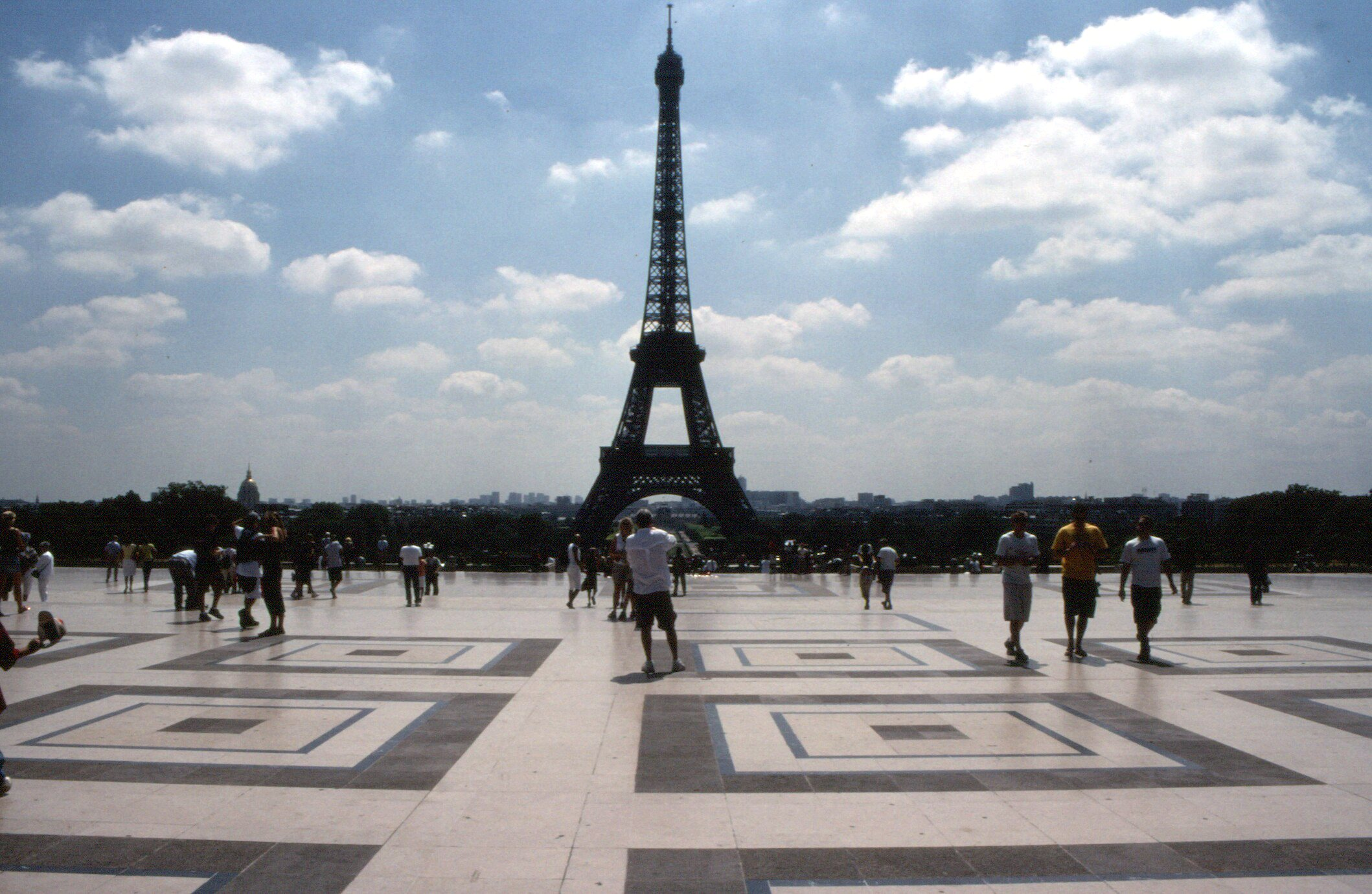
Esplanade du Trocadéro, où se déroule le flash mob que Pierre et Adeline organisent pour l'anniversaire d'Ysis.

Marie offre un vibromasseur parlant à Ysis et lui demande de quitter son mari. Adeline suggère à Rose d'aller à la braderie organisée par Lili. Agathe finit par entamer une relation avec son bel avocat, malgré une maladresse persistante. Inès débarque à l'improviste chez Jo et impose une garde d'enfants partagée. Au travail, elle reproche à Sophie d'avoir su depuis longtemps que Jacques la trompait et se venge en criant devant tout le monde que sa collègue est frigide. Au même moment, Ysis vient annoncer à Pierre qu'elle a besoin d'un « break », mais elle nie avoir une aventure.
Adeline témoigne en faveur de sa mère, Agathe fait sa plaidoirie et l'accusée est acquittée. En fêtant ce procès gagné, Agathe ose enfin dire « Je t'aime » à son nouveau compagnon. Libérée de ce poids, Adeline propose à Fanny de l'accompagner aussi à la braderie. Ysis et Marie s'y rendent également, la première quittant ensuite les lieux par jalousie lorsque Marie se met à complimenter Rose.
Dans son appartement, Jo est agacée par les disputes entre Jacques et ses enfants, mais aussi par les gestes entreprenants de son amant au moment où ses hormones ont plutôt tendance à la rendre froide sexuellement parlant. Au même moment, durant la soirée qui fait suite à la braderie, Inès est en pleurs et Lili décide d'appeler Jo. Toutes les femmes présentes à la soirée laissent des insultes sur le répondeur de Jo, laquelle fait une crise d'hystérie à leur écoute. Sophie arrive à son tour à la soirée : elle dit en avoir marre de mentir sur sa frigidité et Inès la réconforte. James Gordon vient chercher Fanny, rendant les autres femmes envieuses. Adeline et Rose finissent quant à elles par développer une certaine complicité.
Le lendemain, Marie et Ysis se séparent. Cette dernière reçoit alors un texto de Pierre lui donnant rendez-vous au Trocadéro. Lorsqu'elle arrive sur les lieux, Pierre et Adeline lancent un flash mob pour les 27 ans d'Ysis. L'histoire se termine un 17 avril, au début du cycle menstruel suivant de Jo, qui a finalement quitté Jacques.

## Fiche technique
Sauf indication contraire, les informations mentionnées dans cette section peuvent être confirmées par la base de données cinématographiques IMDb,  présente dans la section « Liens externes ».

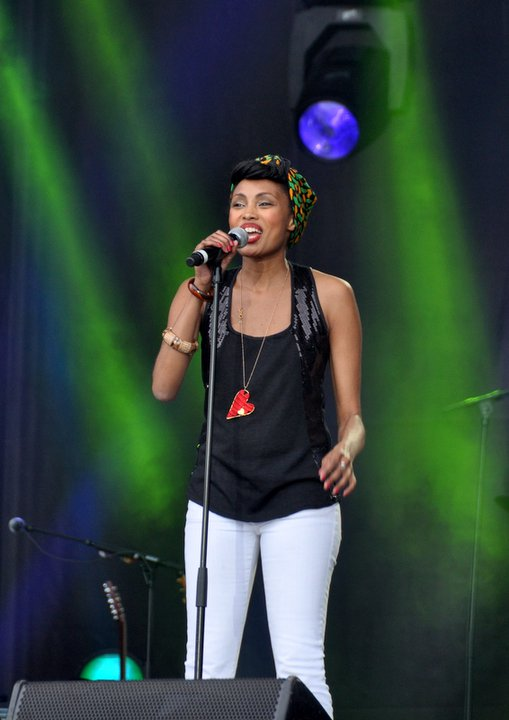
Imany (ici en concert en 2011), compositrice de la musique originale.

- Titre original : Sous les jupes des filles
- Titre anglais : French Women[5]
- Réalisation : Audrey Dana
- Scénario : Audrey Dana, Murielle Magellan et Raphaëlle Desplechin, avec l'aide de Cécile Sellam[7] (non créditée)
  - Dialogues : Audrey Dana et Murielle Magellan
- Musique : Imany (cocomposition Stéfane Goldman pour les titres Don't Be So Shy et Dropped Down)
- Photographie : Giovanni Fiore Coltellacci
- Montage : Julien Leloup et Hervé de Luze[8]
- Son : Nicolas Provost, Hélène Thabouret et Emmanuel Croset (mixage)
- Décors : Bertrand Seitz[8]
- Costumes : Charlotte Betaillole[8]
- Chorégraphie : Karine Briançon
- Supervision des effets visuels : Alain Carsoux et Joel Pinto
- Budget : 6 808 477 euros[9]
- Production : Olivier Delbosc et Marc Missonnier
  - Production exécutive : Christine de Jekel
- Sociétés de production : Fidélité Films, en coproduction avec Wild Bunch et M6 Films[8], en association avec Palatine Étoile 11, et avec la participation d'Orange Cinéma Séries, de M6 et de W9
- Société de distribution : Wild Bunch Distribution (France) ; Belga Films (Belgique) ; Filmcoopi Zürich (Suisse)
- Pays d'origine :  France
- Langues originales : français et quelques répliques en anglais et japonais[n 2]
- Genre : comédie dramatique
- Format : couleur - 2,35:1
- Durée : 116 minutes
- Dates de sortie :
  - France : 4 juin 2014
  - Belgique : 4 juin 2014
  - Suisse : 4 juin 2014 (Suisse romande)[10]
  - Canada : 3 octobre 2014 (Québec)[11]
- Date de sortie en DVD et Blu-ray : 29 octobre 2014 (France)[12]

## Distribution

### Les onze héroïnes
- Isabelle Adjani : Lili
- Alice Belaïdi : Adeline
- Laetitia Casta : Agathe
- Audrey Dana : Jo
- Julie Ferrier : Fanny
- Audrey Fleurot : Sophie
- Marina Hands : Inès
- Géraldine Nakache : Ysis
- Vanessa Paradis : Rose
- Alice Taglioni : Marie
- Sylvie Testud : Sam

Photos des principales interprètes féminines
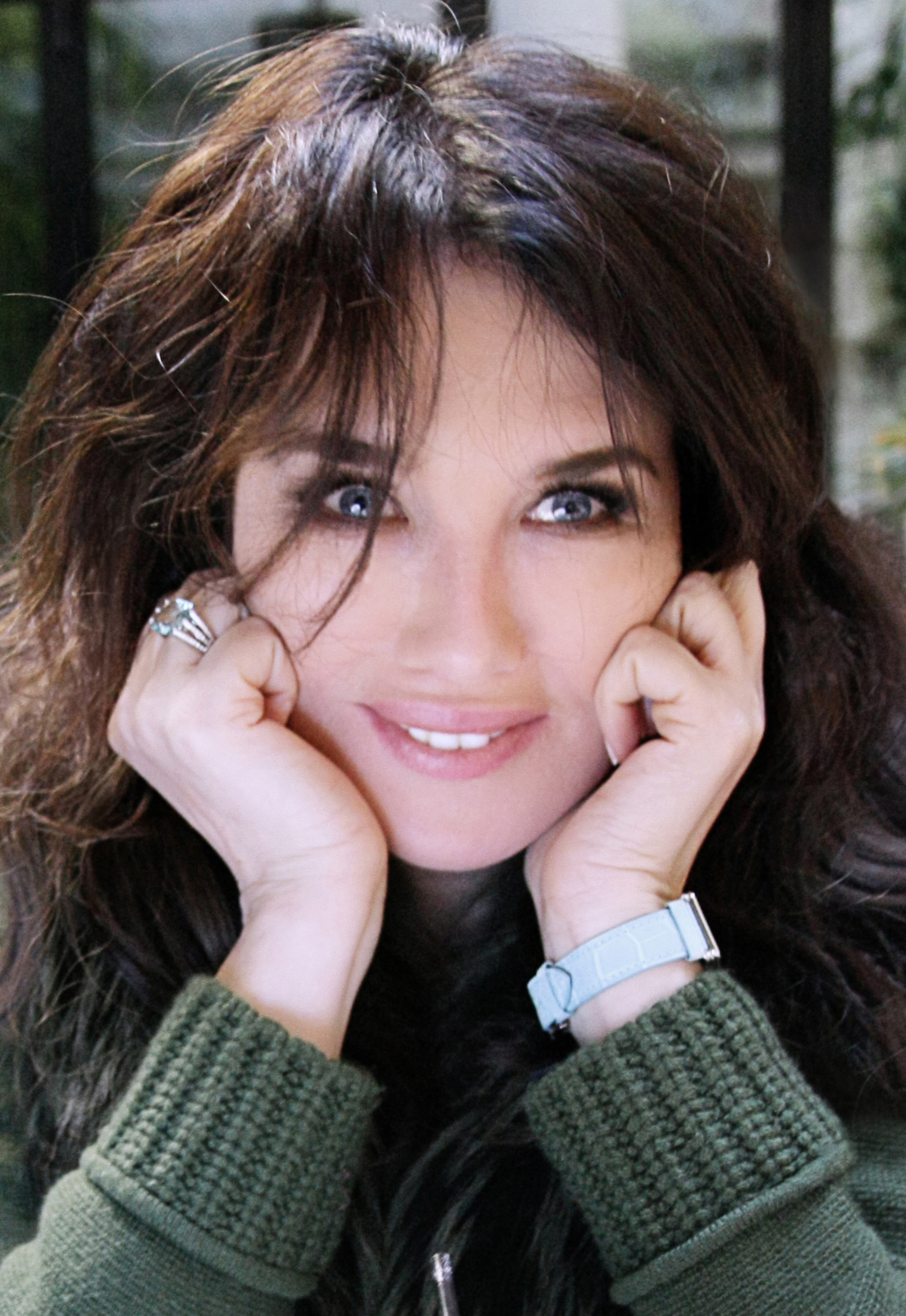
Isabelle Adjani en 2012
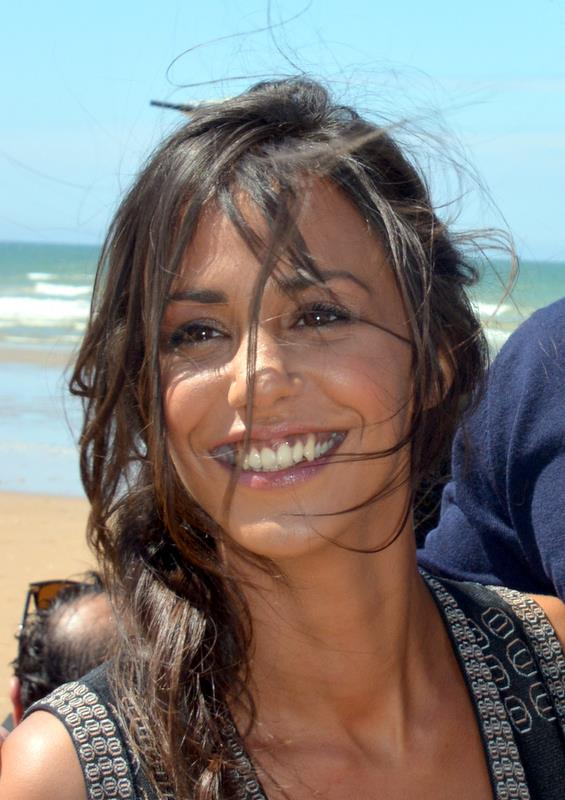
Alice Belaïdi en 2014
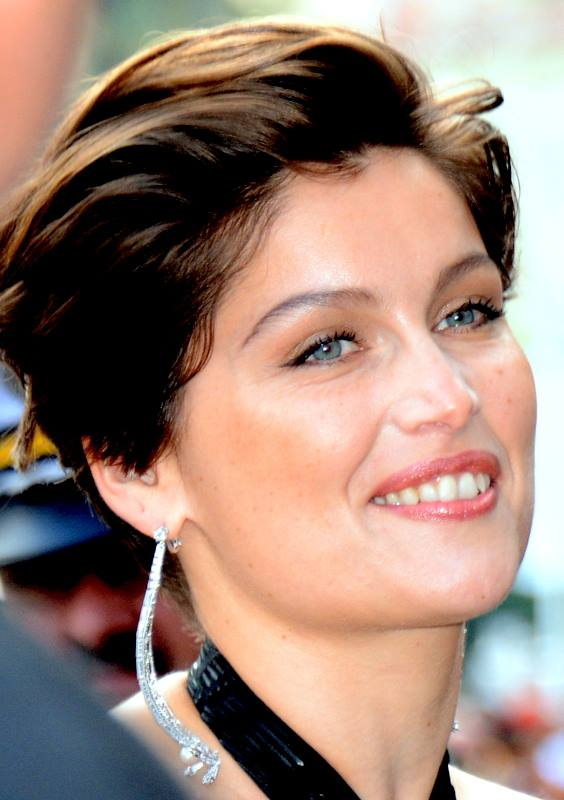
Laetitia Casta en 2015
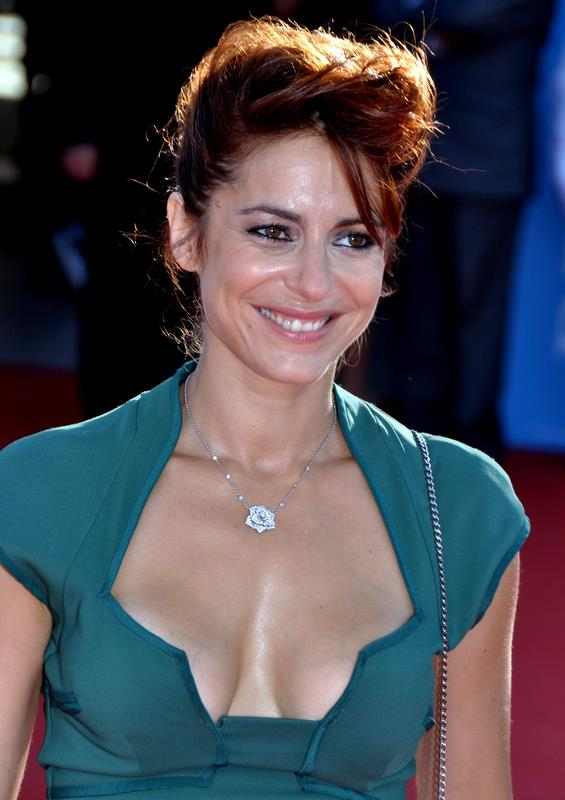
Audrey Dana en 2012
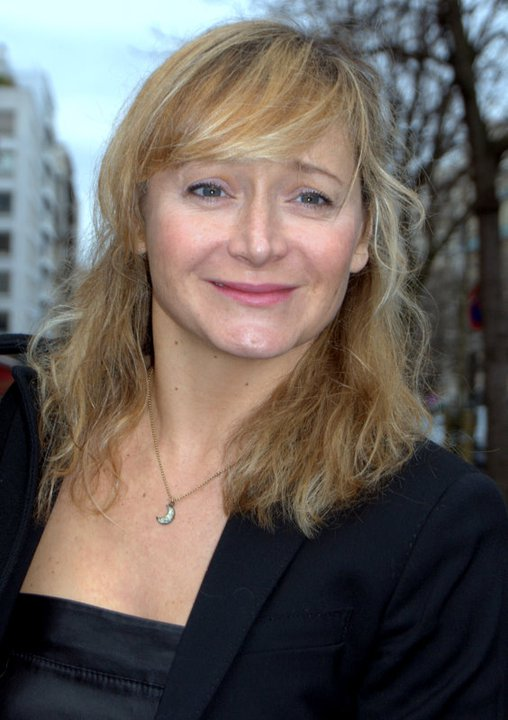
Julie Ferrier en 2011
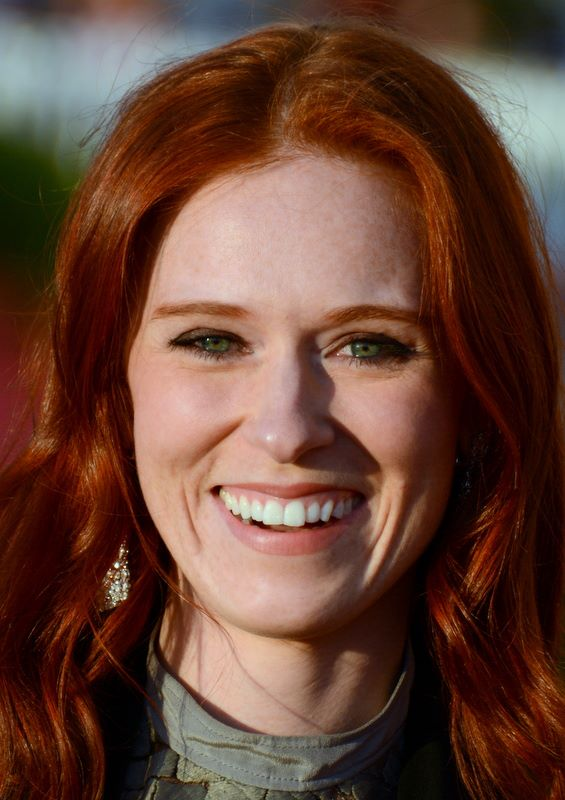
Audrey Fleurot en 2013
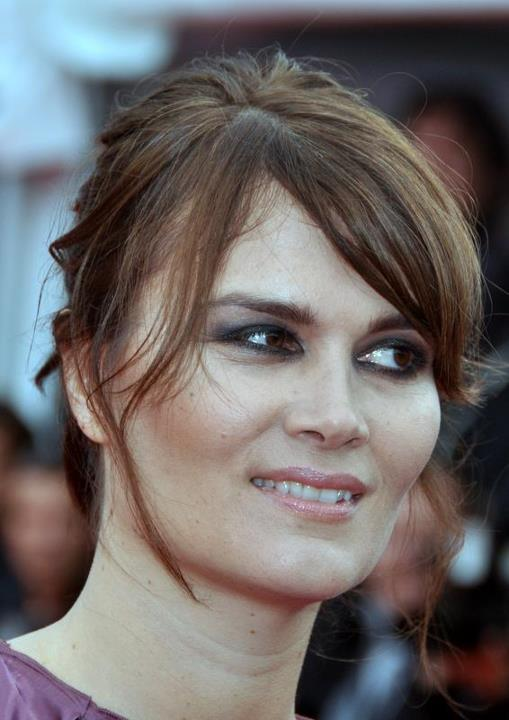
Marina Hands en 2012
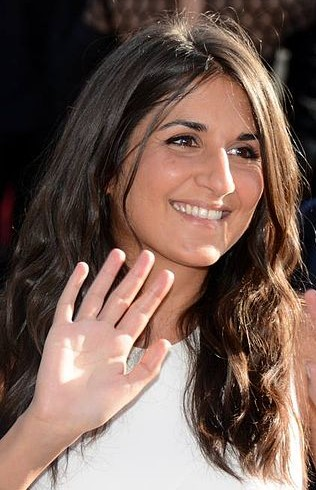
Géraldine Nakache en 2013
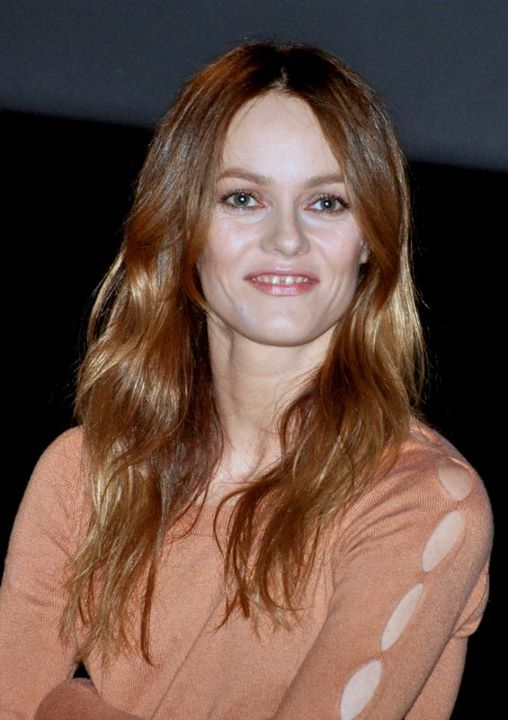
Vanessa Paradis en 2012
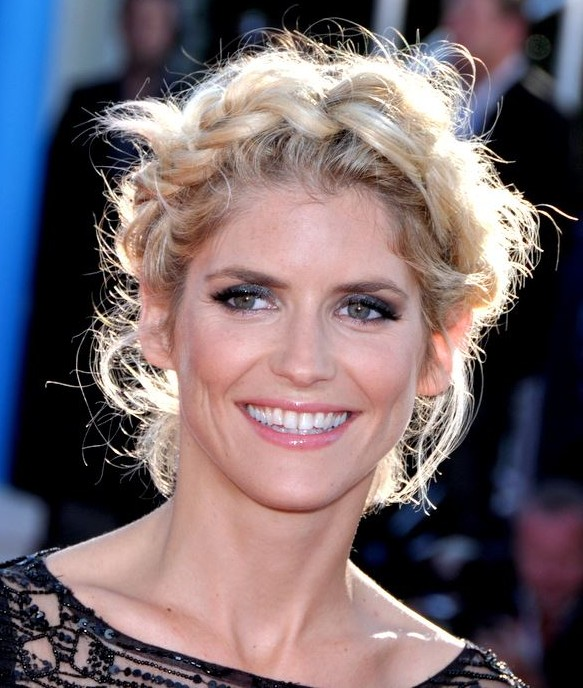
Alice Taglioni en 2012
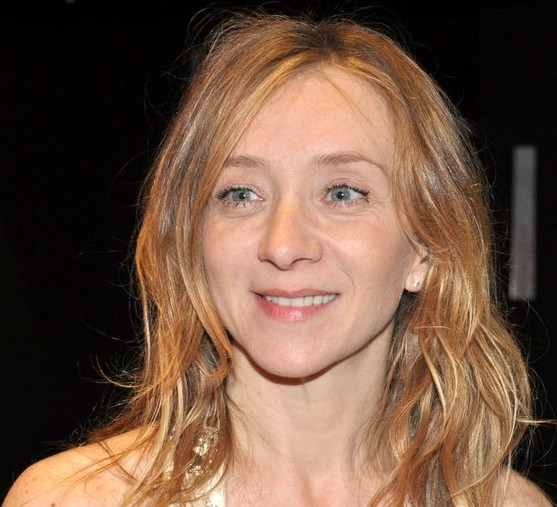
Sylvie Testud en 2011

### Les autres personnages
- Pascal Elbé : le bel avocat
- Marc Lavoine : le beau gynécologue
- Guillaume Gouix : Pierre, le mari d'Ysis
- Alex Lutz : Jacques, le mari d'Inès et amant de Jo
- Nicolas Briançon : Jean, le mari de Fanny
- Stanley Weber : James Gordon, le célèbre acteur
- Samuel Aouizerate : un des enfants d'Ysis et Pierre
- Stylane Lecaille : un des enfants d'Ysis et Pierre
- Lior Benayoum : un des enfants d'Ysis et Pierre
- Raphaël Aouizerate : un des enfants d'Ysis et Pierre
- Clara Joly : la fille aînée de Lili
- Lilly-Rose Debos : la fille cadette de Lili
- Mathilde Perruchot : la fille d'Inès et Jacques
- Lucca Coulon-Dana : le fils d'Inès et Jacques
- Laure Calamy : Cathy Bento, l'amie d'enfance de Rose
- Rodolphe Dana : le médecin des assurances
- Jean-Claude Cotillard : le procureur
- François Bureloup : le cancérologue
- Benjamin Garnier : Tom, le mec de Sam
- Mauricette Laurence : l'une des vieilles dames du banc
- Claudette Walker : l'autre des vieilles dames du banc
- Xing Xing Cheng : la patronne de café
- Karine Valmer : une maman de 30 ans
- Jezabel Nakache : une maman de 30 ans
- Nicolas Ullmann : le passant « Wahouhh »
- Laurentine Milebo : l'infirmière en radiologie
- Laurent Naccache : le radiologue
- Jacques Pieri : le médecin
- Daisy Broom : la copine de la fille aînée de Lili
- Sophie Bramly : elle-même, à la radio (voix)
- Dominique Plaideau : Sammy, le présentateur radio (voix)

Photos des principaux interprètes masculins
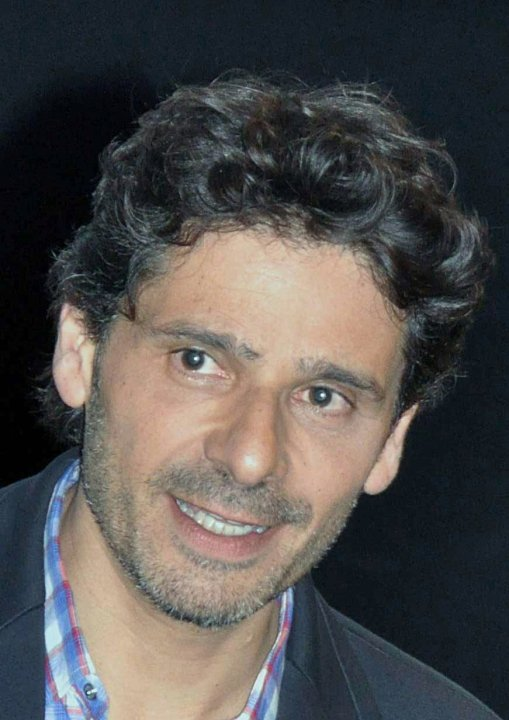
Pascal Elbé en 2010
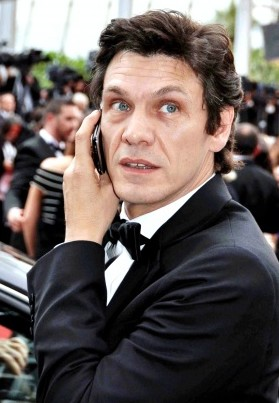
Marc Lavoine en 2010
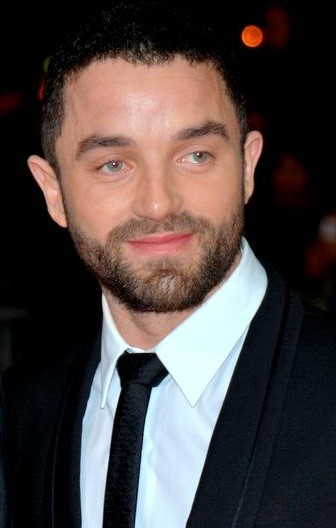
Guillaume Gouix en 2016
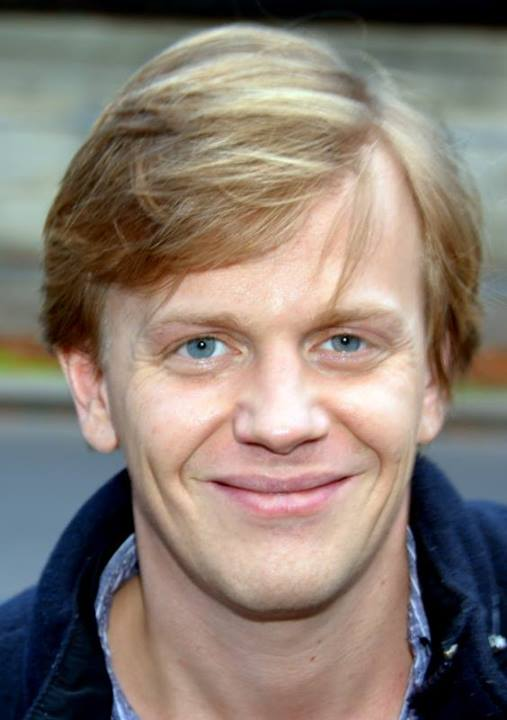
Alex Lutz en 2013
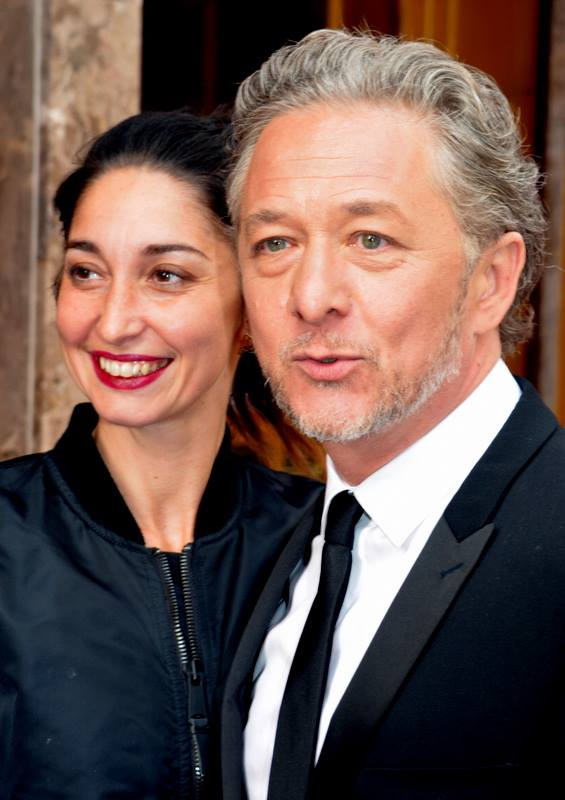
Nicolas Briançon en 2015
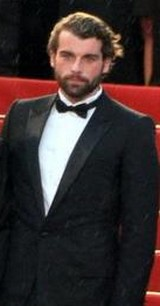
Stanley Weber en 2012

## Production

### Genèse du film

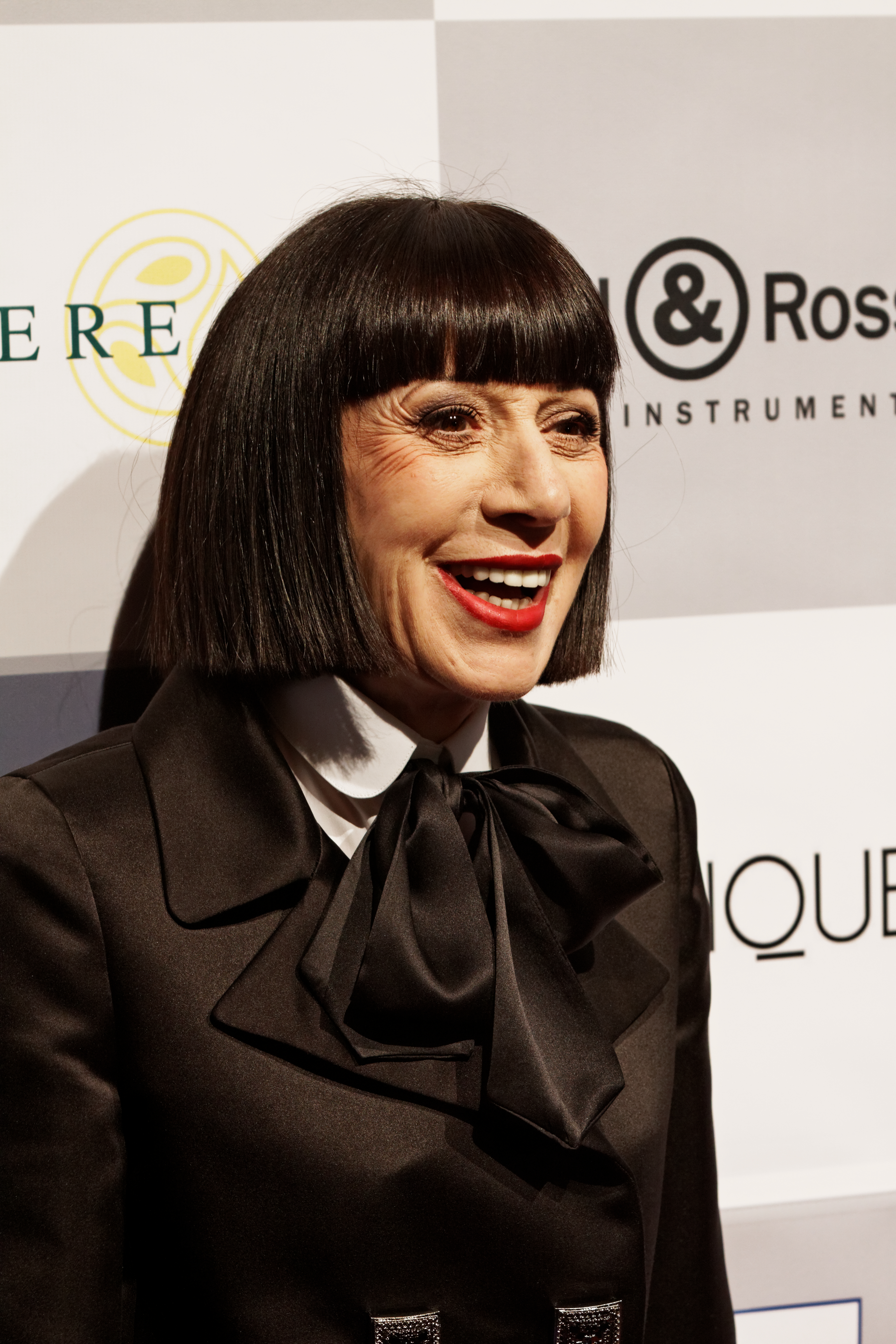
Chantal Thomass (ici en 2013) fait partie des nombreuses femmes qu'Audrey Dana a interrogées pour écrire son film.

Peu de temps après avoir vu le film collectif Les Infidèles, Audrey Dana présente Torpedo au Festival de comédie de l'Alpe d'Huez et y retrouve Gilles Lellouche. En discutant avec lui, elle prend conscience que les comédies françaises abordent trop souvent un point de vue masculin et que les femmes y sont essentiellement des faire-valoir ou ont des rôles très stéréotypés. Les producteurs de Fidélité Films ont connaissance de cette conversation et demandent à Audrey Dana ce qu'elle aimerait voir naître comme projet de comédie qui puisse proposer autre chose aux femmes. L'actrice leur répond qu'il faudrait d'une part demander aux actrices ce qu'elles aimeraient vraiment qu'on leur propose, et d'autre part interviewer de nombreuses femmes pour essayer notamment de savoir ce qu'est une femme au XXIe siècle et de connaître leurs attentes en termes de cinéma.
Sous l'impulsion de Fidélité, elle décide alors de travailler sur une « comédie de femmes », mettant entre parenthèses sa carrière d'actrice pour se consacrer pleinement à ce projet. Pour chercher des idées, elle commence par interroger plus de 400 femmes. Elle rencontre des femmes célèbres comme Chantal Thomass ou Delphine de Vigan, mais aussi des inconnues, dont des lesbiennes, des transsexuelles, ou encore des femmes victimes de violences conjugales. Elle considère cette phase comme « les deux mois les plus intéressants de [s]a vie ». Elle fait également participer ses futures actrices à la préparation et à la création des personnages, y compris certaines, comme Mélanie Laurent, qui n'ont finalement pas participé au tournage. Elle leur demande notamment « leurs fantasmes d'actrices » et les rôles qu'« elles aimeraient jouer mais qu'on ne leur a jamais proposé ». Plus tard, elle fait également participer ses acteurs à l'écriture des rôles masculins, qui ont été seulement esquissés durant le début du projet. Pour le scénario, elle collabore aussi avec Raphaëlle Desplechin et l'écrivaine Murielle Magellan, et Cécile Sellam apporte également son aide pour l'écriture.
Au cours de cette phase de développement, les producteurs lui suggèrent de réaliser elle-même le film. Après avoir créé un court métrage, dont elle dit que le tournage avait été très difficile, elle accepte de s'engager dans son premier long, rassurée par l'équipe de Fidélité qui lui disent qu'elle sera bien épaulée. Au total, Audrey Dana met deux ans à développer son projet.
Même si le scénario est écrit à partir des nombreuses rencontres qu'elle a faites durant la préparation du film, la réalisatrice considère qu'« il y a un peu [d'elle-même] dans chacune des filles du film ». Pour la myopie du personnage d'Inès, Audrey Dana dit s'être inspirée d'une remarque qu'elle a entendue de la bouche d'un chirurgien ophtalmologue : « Quand elles recouvrent la vue, 80 % des femmes changent de vie ».
Durant le développement et la préproduction, le film change plusieurs fois de titre. Il a d'abord été intitulé Homosapiennes, (parfois écrit Homo Sapiennes), mais ce titre est abandonné car il risque de donner l'impression que ce film est un documentaire. Durant le tournage, il est appelé Very Bad Girls mais il est déjà annoncé que ce titre n'est pas définitif. Le film prend ensuite pour titre French Women,, celui-ci étant ultérieurement conservé comme titre anglais pour l'exportation. Il finit par reprendre le titre d'une chanson d'Alain Souchon : Sous les jupes des filles. Durant le tournage, Audrey Dana plaisante sur la recherche du titre : « Almodovar nous a piqué le meilleur titre possible : Femmes au bord de la crise de nerfs ».
Le film est produit par Fidélité Films, dont les producteurs Olivier Delbosc et Marc Missonnier sont alors considérés alors par Télérama parmi le « Top 50 » de ceux qui « ont le pouvoir et le talent de lever de l'argent, faire naître des films, les rendre populaires ». Un pré-financement participatif est également réalisé sur Ulule où le film obtient 326 préventes. Au total, le film a bénéficié d'un budget d'environ 6,8 millions d'euros.

### Choix des interprètes
Audrey Dana parle assez rapidement de son projet à Géraldine Nakache. Cette dernière est d'abord réticente car elle se dit qu'elle n'a « pas vraiment l’âme d’une Chienne de garde » mais ultérieurement convaincue par l'« énorme travail de recherche, en interrogeant des femmes en amont ». Elle contacte aussi Sylvie Testud au début de ses recherches et lui confie que l'actrice fait « partie selon elle des femmes représentatives de cette féminité ». Audrey Dana évoque également ses intentions de faire un film différent sur les femmes lorsqu'elle retrouve Alice Taglioni, qu'elle connaît déjà, lors d'un festival. Celle-ci est d'abord prévue pour le rôle de Fanny, mais elle a finalement un peu peur de ce rôle. C'est alors Olivier Delbosc qui suggère Julie Ferrier pour ce personnage. Dana lui fait donc part de son envie de lui proposer un rôle dans un film qu'elle développe mais ne lui révèle le contenu de son projet qu'un an plus tard. Avant qu'il ne soit réattribué à Alice Taglioni, le rôle de Marie est proposé à Virginie Efira, mais Audrey Dana change d'avis à cause d'« affaires privées », Efira entretenant alors une relation sérieuse avec Mabrouk El Mechri, ancien compagnon de Dana, qui vivait encore leur séparation comme « une rupture terriblement douloureuse » et considérait d'ailleurs son projet de film comme « une branche à laquelle [elle s'est] raccrochée et qui [lui] a évité de sombrer ».
Marina Hands dit avoir accepté facilement le rôle puisqu'elle souhaitait travailler avec Audrey Dana, quelles que soient les conditions. Audrey Dana joint Alice Belaïdi après l'avoir vue dans Radiostars. Quant à Laetitia Casta, Audrey Dana la rencontre dans son bureau de production alors qu'elle a déjà interrogé des centaines de femmes pour son projet. Le projet de Dana bénéficie d'ailleurs de l'annulation d'un autre projet dans lequel devaient tourner Casta et Testud, les rendant ainsi disponibles pour le tournage de Sous les jupes des filles. Selon Audrey Dana, Isabelle Adjani a appris l'existence de son film « lors d’une discussion à 2 heures du matin avec d’autres actrices, au festival de l’Alpe d’Huez », et c'est Adjani elle-même qui est ensuite venue la voir, à un moment où toutes les actrices n'avaient pas été choisies.
Vanessa Paradis est approchée sur le tard puisqu'Audrey Dana ne la rencontre que quelques mois avant le tournage. Elle récupère le rôle initialement prévu pour Mélanie Laurent, qui ne participe finalement pas au film à cause de sa grossesse. Audrey Fleurot est contactée lorsque le projet est encore plus avancé puisque son nom est le dernier révélé publiquement, alors qu'une liste annoncée en mai 2013 mentionnait Mélanie Doutey aux côtés des dix autres actrices. Dana permet toutefois à Fleurot d'adapter son personnage qui n'avait pas été écrit pour elle. Lors de la préparation du film, d'autres actrices ont été évoquées, dont Àstrid Bergès-Frisbey, et Leïla Bekhti,.
Pour les acteurs, Audrey Dana demande à ses actrices de lui suggérer des noms pour interpréter leurs partenaires. Ainsi, Guillaume Gouix est proposé par Nakache, Pascal Elbé par Casta et Stanley Weber par Ferrier. Pour le rôle de Jacques, la réalisatrice pense à Alex Lutz, trouvant intéressant qu'il soit joué par un acteur dont la notoriété repose alors largement sur le personnage féminin qu'il interprète dans le shortcom Catherine et Liliane. Elle fait toutefois valider ce choix par Marina Hands.

Actrices prévues ou pressenties durant la préparation du film
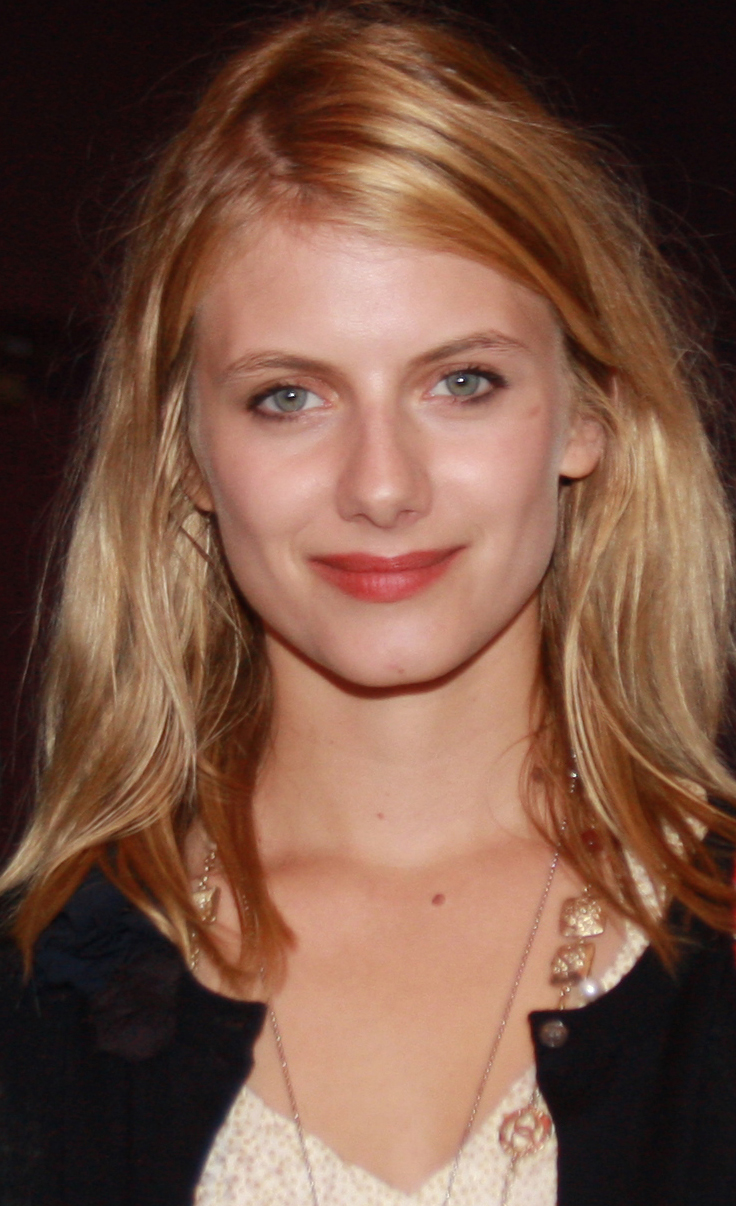
Mélanie Laurent (ici en 2009).
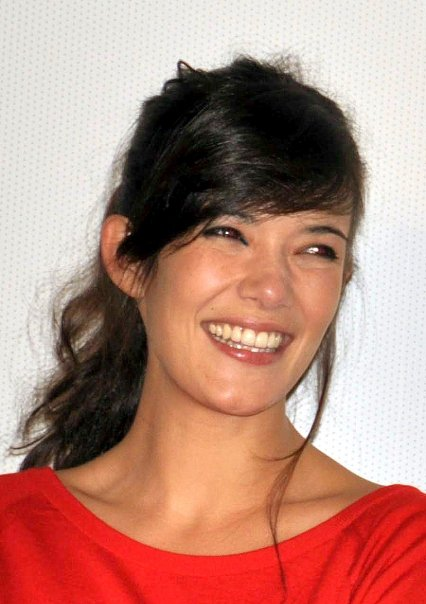
Mélanie Doutey (ici en 2009).
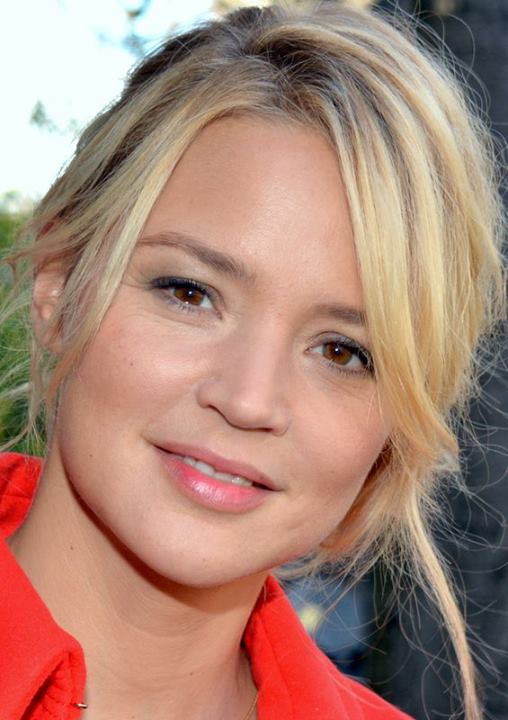
Virginie Efira (ici en 2013).
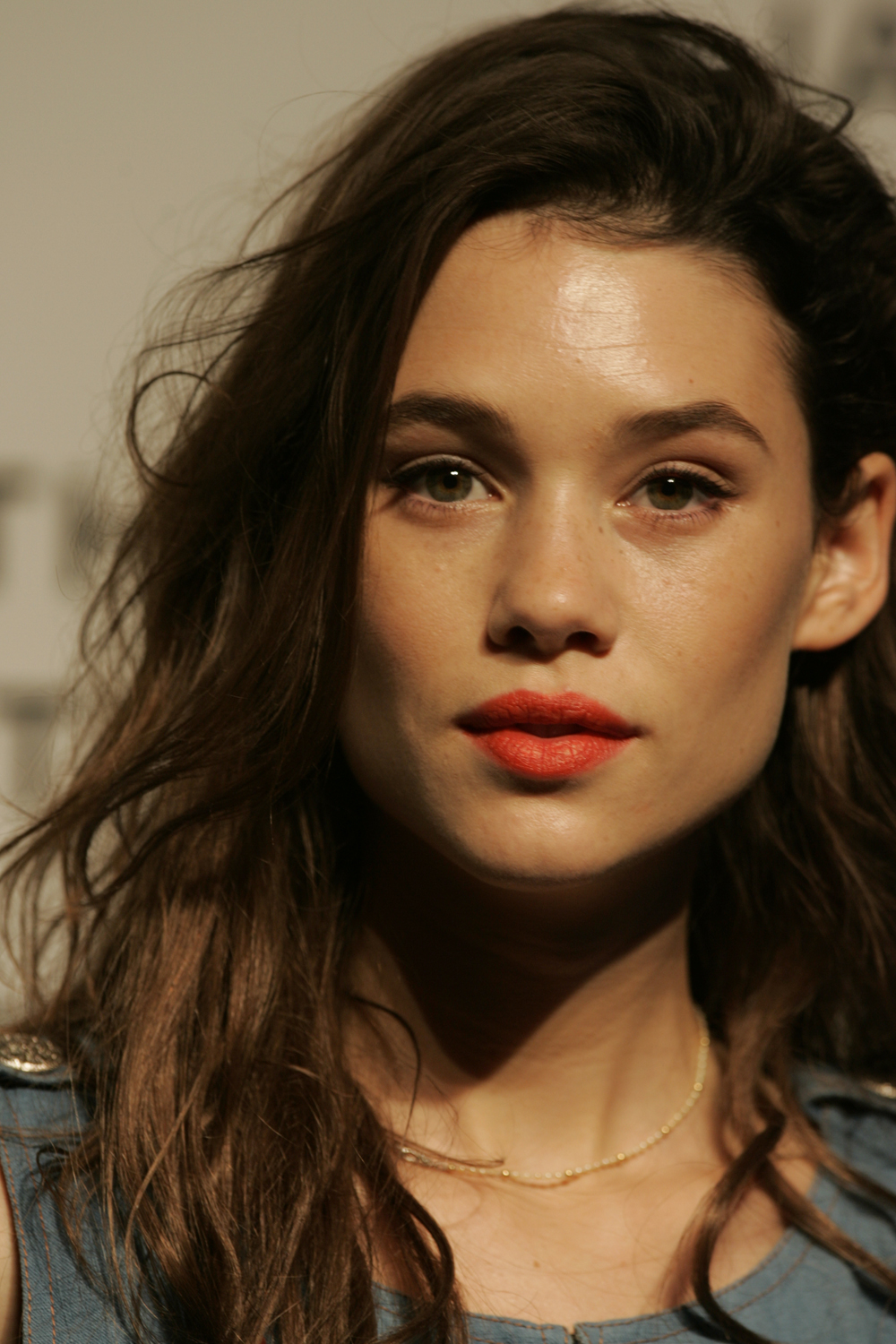
Àstrid Bergès-Frisbey (ici en 2012).
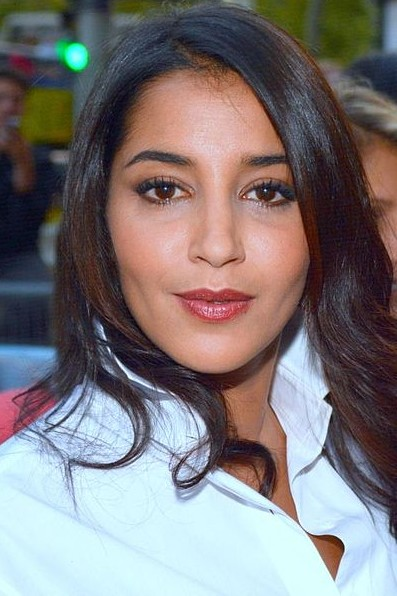
Leïla Bekhti (ici en 2013).

### Tournage
Le début du tournage est un temps annoncé pour septembre 2013 mais il a finalement lieu à Paris du 17 juin au 9 août 2013. Tournée le 24 juillet 2013, la scène du flash mob au Trocadéro a impliqué 250 femmes. La scène dans laquelle les personnages de Laetitia Casta et Pascal Elbé vont au restaurant a été tournée à la Brasserie Gallopin. Le 6 août, des scènes ont été filmées au parc Monceau.
Lorsque Vanessa Paradis commence le tournage, elle est, selon Audrey Dana, « tétanisée » car c'est « le seul rôle qu'elle n'aurait pas choisi » si elle avait été contactée plus tôt pour le projet. De son côté, la réalisatrice avoue qu'elle a également été « terrorisée » au départ, car elle continuait de penser à Mélanie Laurent, initialement prévue pour ce rôle.
Le tournage a laissé la place à l'improvisation. Selon Audrey Dana, les actrices sont parfois allées « plus loin » que ce qui était prévu dans la façon de « casser les codes ». Les répliques ou la gestuelle ont parfois été rediscutées de façon collective. Toutes les actrices principales ont perçu le même salaire, d'un montant « inférieur à ce qu’elles perçoivent habituellement » selon la réalisatrice, avec des cachets de 2 500 euros par jour de tournage.
Durant le tournage, Audrey Dana inscrit sur son scénario une phrase de Marcel Proust : «  Ce qu’il y a d'admirable dans le bonheur des autres, c'est qu'on y croit ».
En dehors des actrices, Audrey Dana essaie aussi d'engager le plus de femmes possible parmi l'équipe technique. Sa propre sœur aînée, Marie-Noëlle, a participé au tournage en réalisant le making-of.

### Bande originale
Pour Sous les jupes des filles, la chanteuse Imany écrit pour la première fois la musique d'un film. Audrey Dana avait écouté le premier album d'Imany, The Shape Of A Broken Heart, durant l'écriture de son scénario. La réalisatrice lui demande d'abord d'écrire une chanson pour le générique avant de lui proposer d'écrire toute la musique du film. Imany crée la bande originale en parallèle de l'écriture du scénario.
Imany a fait appel à quatre autres chanteuses pour interpréter une partie des titres : l'Argentine Natalia Doco, la Britannique Sherika Sherard, l'Australienne Emilie Gassin et la Française Axelle Rousseau. La chanson Try Again, au rythme dansant influencé par les années 1960, est interprétée par les cinq chanteuses.
La bande originale du film est sortie le 26 mai 2014 sur le label Think Zik! Le titre Try Again a été diffusé à la radio et a fait l'objet d'un clip réalisé par Malick Ndiaye. L'album a été 84e des ventes hebdomadaires en France lors sa sortie et est resté dans le top 200 durant quatre semaines. Le titre The Good the Bad & the Crazy a été 79e des ventes de singles en France et a intégré le top 200 des chansons pendant six semaines. Ce titre a été utilisé pour le générique d'une émission de sport durant la Coupe du monde de football de 2014 puis pour le générique de fin de l'émission Un soir à la tour Eiffel à partir d'octobre 2014. Il a également connu plusieurs remix. En 2015, deux DJ russes, Filatov et Karas, créent un remix électro de Don't Be So Shy qui obtient un grand succès dans plusieurs pays européens.

## Exploitation et accueil

### Promotion et ventes internationales
La teneur du projet est annoncée officiellement et plus précisément en mai 2013 lors du Festival de Cannes, lorsque la société Elle Driver a commencé les ventes internationales du film, alors que le tournage n'a pas encore commencé. Cette information est d'abord relayée par Screen Daily, puis par d'autres médias dont Allociné, qui estime alors qu'Audrey Dana a su « littéralement s'offrir un Who's Who des actrices françaises ».
Le magazine Elle réalise en août 2013 un reportage sur le tournage, publiant notamment une photo du casting que Géraldine Nakache relaie sur Twitter. C'est à ce moment-là qu'est révélé le dernier nom du casting définitif, celui d'Audrey Fleurot, qui remplace Mélanie Doutey, initialement annoncée en mai par Screen Daily.
Pour la promotion du film, la scène du flash mob au Trocadéro a été diffusée sur Internet le 8 mars 2014 lors de la Journée internationale des femmes. Audrey Dana affirme alors qu'elle a voulu faire un « attentat artistique » pour « invitation à danser, à profiter, à vivre », et que le 8 mars était la journée idéale pour partager cette chorégraphie.
Une avant-première parisienne du film est organisée la veille de la sortie en salles à l'UGC Normandie, en présence d'une grande partie l'équipe mais aussi de plusieurs autres personnalités d'horizons divers : JoeyStarr, Laurence Ferrari, Roselyne Bachelot, Audrey Pulvar, Marie-Ange Casta ou encore Emmanuel Chain.
La promotion internationale du film s'est poursuivie lors de l'édition 2015 du « Rendez-vous du cinéma français à Paris », marché international organisé par Unifrance. Le titre anglais French Women (littéralement « Femmes françaises ») est privilégié pour l'exportation mais le film est distribué sous différents titres à l'étranger, dont beaucoup sont toutefois des traductions proches ou approximatives du titre anglais ou du titre original :
- Allemagne : French Women - Was Frauen wirklich wollen[45] (littéralement « Ce que veulent vraiment les femmes »)
- Argentine : Ellas saben lo que quieren[45] (littéralement « Elles savent ce qu'elles veulent »)
- Brésil : O Que as Mulheres Querem[45] (littéralement « Ce que veulent les femmes »)
- Chine : 女人裙下[46] (littéralement « Les Jupes des femmes »)
- Croatie : Francuskinje[47] (littéralement « Femmes françaises »)
- Espagne : French Women[45]
- Finlande : Ranskalaiset naiset[45] (littéralement « Femmes françaises »)
- Hongrie : Micsoda nők![45] (littéralement « Ce que veulent les femmes ! »)
- Italie : 11 donne a Parigi[45] (littéralement « 11 femmes à Paris »)
- Pologne : Spódnice w górę![48] (littéralement « Jupes soulevées ! »)
- République tchèque : Sex v Parízi[45] (littéralement « Sexe à Paris »)
- Russie : Красотки в Париже[49] (littéralement « Beautés à Paris »)
- Serbie : Francuskinje[45] (littéralement « Femmes françaises »)
- Slovénie :  Francozinje[45] (littéralement « Femmes françaises »)
- Turquie : Fransız Kadınları[45] (littéralement « Femmes françaises »)
- Ukraine : Красуні в Парижі[50] (littéralement « Beautés à Paris »)

### Accueil critique

#### En France

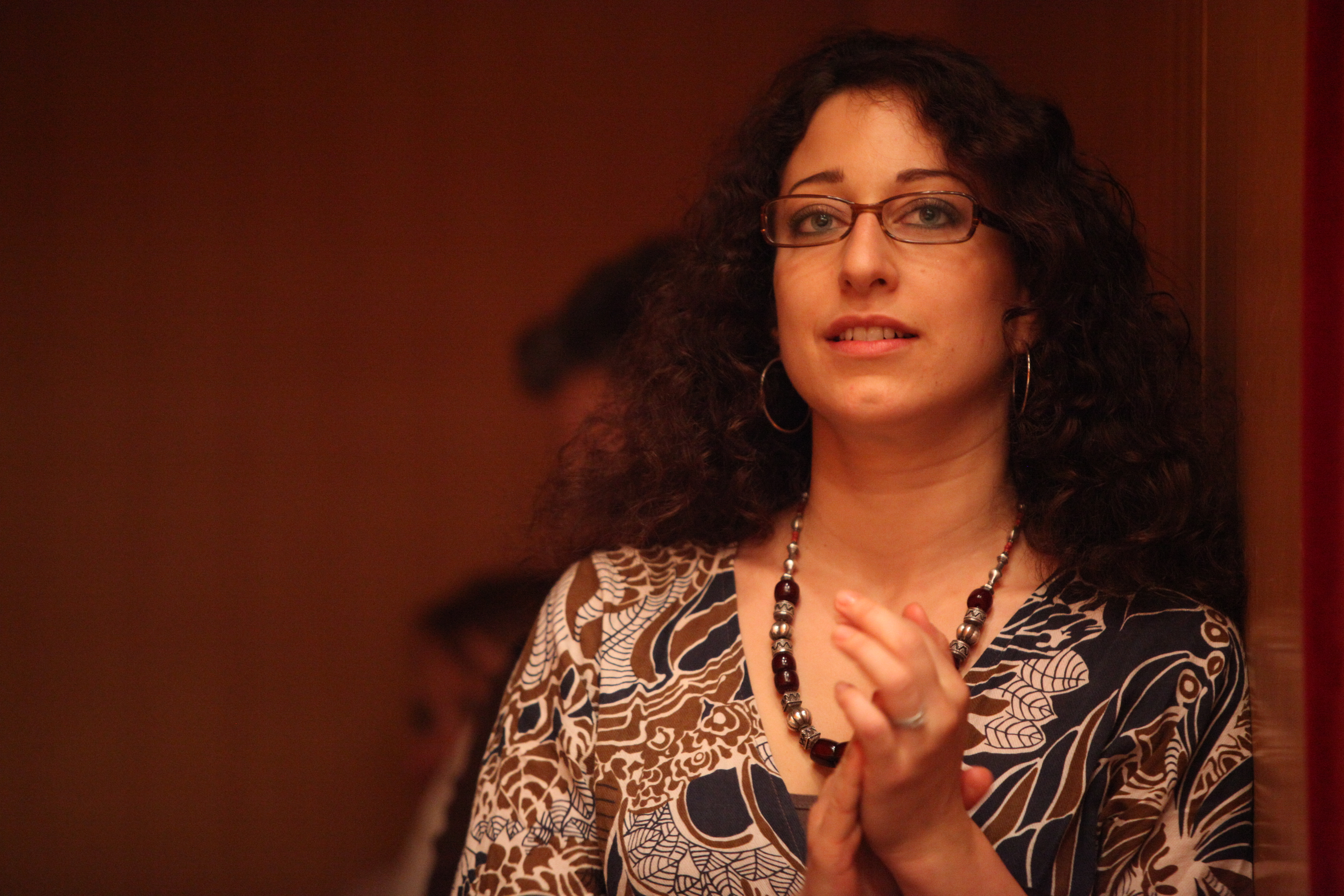
Sous les jupes des filles a souvent été comparé à une autre comédie française de 2014, Les Gazelles, de Mona Achache (ici en 2010).

Le film reçoit un accueil globalement négatif dans les médias spécialisés et plus partagé dans les médias généralistes. Le site Allociné propose une moyenne de 2,4/5 à partir d'une interprétation de 19 critiques, dont 11 sont en dessous de la moyenne.
Parmi les avis très enthousiastes, figure celui de Patricia Gandin qui décrit le film, dans le magazine Elle, comme « un feu d’artifice en accéléré », avec « des scènes et des dialogues trash, du concentré d’humour mais aussi de sensibilité ». La journaliste salue « une cascade de stars, de finesse et d’humour » ainsi que la prise de risque de la réalisatrice qui « os[e] cette approche déjantée, percutante, sans filet, mais si juste, pour raconter les femmes ». Pierre Vavasseur, dans Le Parisien, attribue la note maximale à ce « premier long-métrage virevoltant et survolté ». Pour Le Journal du dimanche, Barbara Théate salue la volonté d'Audrey Dana, « comme Lena Dunham et autres Kristen Wiig aux États-Unis, de défendre le girl power sur grand écran en faisant exploser les codes de la comédie, en montrant les femmes comme on n'a pas l'habitude de les voir ».
Un peu plus mitigé dans Studio Ciné Live, Fabrice Leclerc évoque « un film barré, vachard et savoureux comme une soirée entre filles », de la part d'une actrice qui a « le culot d'oser passer derrière la caméra pour un film choral casse-gueule ». Selon lui, le film est plus original que Les Gazelles ou Jamais le premier soir, sortis plus tôt la même année. Il souligne notamment « une vraie qualité d'écriture et de mise en scène et un tempérament trempé de chef(taine) d'orchestre ». Parmi les héroïnes, il applaudit le duo Paradis-Belaïdi et « quelques personnages bien croqués (Audrey Dana ou Marina Hands) », mais il en relève aussi quelques-uns « sacrifiés à l'écriture ». Il estime finalement que « Sous les jupes des filles souffre de son ambition, ce qui serait presque normal pour un premier film » et qu'il est surtout « beaucoup trop long ». Dans Le Progrès, Nathalie Chifflet estime qu'Audrey Dana est « une fille culottée et de son époque » qui « ne s’est pas embarrassée de fausse pudeur », laissant ses personnages s'exprimer « sans souci de la correction ni de la bien-pensance », cela « en abordant de front son sujet, sans s'encombrer de psychologie à deux balles, mais sans craindre de grossir le trait ni d'user de clichés et stéréotypes ». Notant que « le scénario trimballe sa part de vécu », elle affirme que le film tient autant de la « pure comédie trash » que du « vrai faux docu-fiction ». Malgré tout, elle remarque qu'il y a peut-être trop de personnages car « on n'échappe pas au zapping de l'une à l'autre ».
Éric Libiot, pour L'Express, estime qu'il est trop facile de « lui reprocher mille choses » et « qu'il faut savoir espérer du monde et du 7e art à l'heure où le bleu marine obscurcit le ciel plus qu'il ne l'éclaire », faisant une référence implicite aux succès du Front national lors des élections municipales et européennes ayant eu lieu peu avant la sortie du film. Malgré des défauts qu'il admet, Libiot considère que ce premier film est « prometteur » et que cette « comédie culottée et déculottée » a tendance à « suivre, sur des plates-bandes féminines et françaises, le roi du genre version caleçon étoilé, Judd Apatow ». Il affirme aussi que les personnages sont « plus archétypaux que clichés » et « interprétés par un casting gratiné à point ».
Dans 20 minutes, Caroline Vié fait remarquer quant à elle que l'« ouverture rentre-dedans a pour mérite de diviser immédiatement le public en deux camps : ceux que la chose fait s’esclaffer et les autres, penchant plutôt du côté de la consternation ». Selon elle, la réalisatrice a tenté de positionner son film à mi-chemin entre Mes meilleures amies (« les gags couillus ») et Le Bal des actrices (« un casting d’enfer »), mais qu'il générera des avis tranchés dans le public : « plantage ou poilade ».

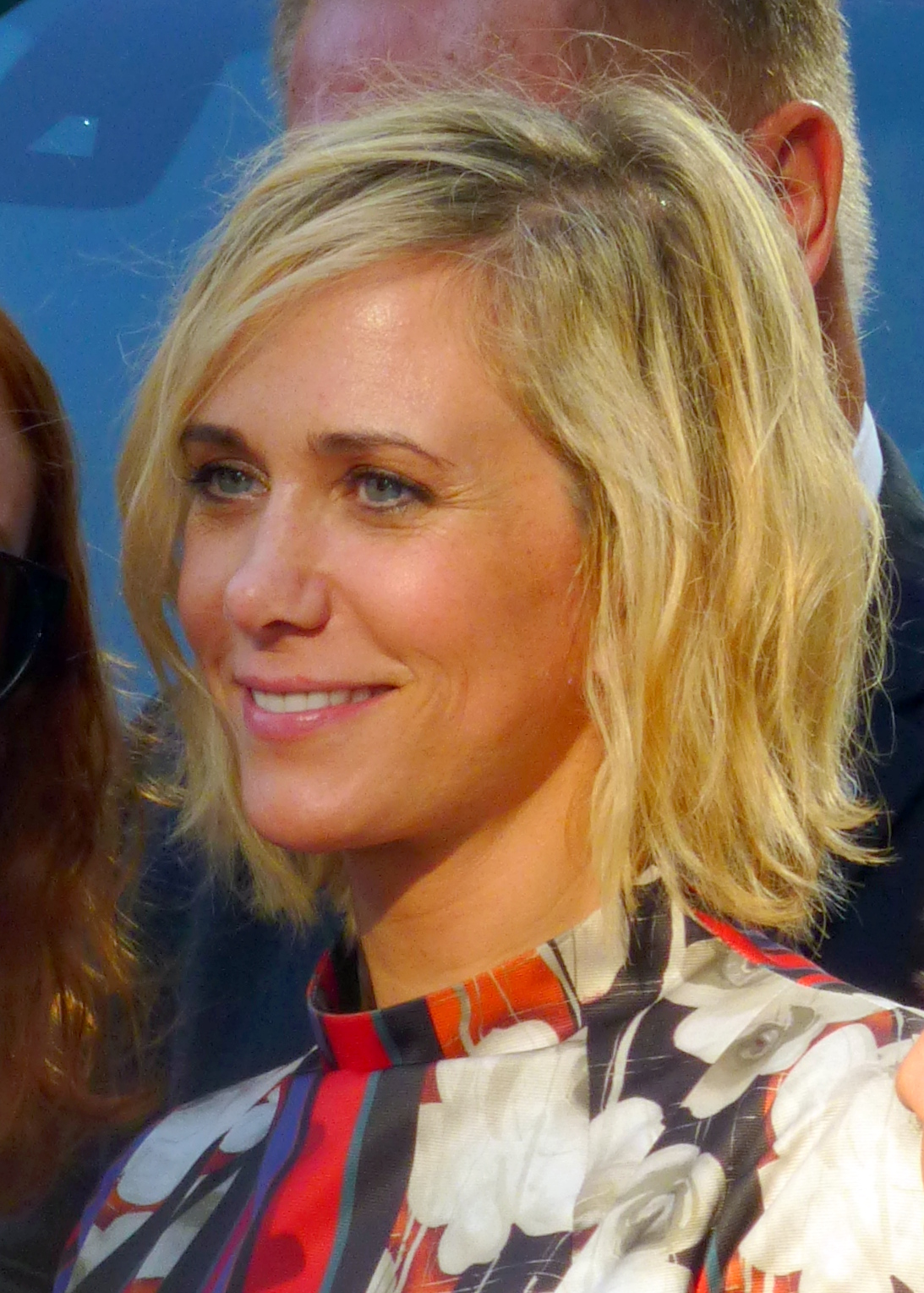
Plusieurs critiques ont comparé Audrey Dana et son film à Kristen Wiig (ici en 2014) et à la comédie Mes meilleures amies, que l'actrice américaine a coécrite.

Certaines critiques sont d'ailleurs avant tout négatives. Au contraire de Fabrice Leclerc, Frédéric Foubert considère, dans Première, que la « comédie de filles » Les Gazelles « laissait entrevoir un bel avenir au genre », alors que le film d'Audrey Dana « donne l’impression de feuilleter un numéro jauni de Femme actuelle et fait défiler des archétypes hors d’âge ». Il qualifie la distribution de « casting quatre étoiles façon Expendables en escarpins », dont il concède seulement « la bonne humeur » générale et la belle performance de Laetitia Casta. Selon lui, ce film « très long, jamais très drôle, s’écroule sous le poids de ses trop nombreuses intrigues et de ses ambitions maladroites de film choral XXL ». Dans Télérama, Guillemette Odicino note que, « sur le papier », le public pouvait envisager « quelque chose comme du Judd Apatow en talons hauts sur la place du Trocadéro » mais qu'il se retrouve devant un film « au mauvais goût assumé », qui « tourne vite au catalogue, avec quelques bons moments et de grosses baisses de régime ». Elle complimente toutefois certaines actrices : Isabelle Adjani, « dont l'autodérision est à saluer », Laetitia Casta, « charmante », Marina Hands, « à contre-emploi », et Julie Ferrier, « hilarante ».
D'autres critiques sont encore plus dures. Sandrine Marques, pour Le Monde, qualifie le film de « catalogue consternant de femmes d'aujourd'hui » et de « comédie indigente ». Pour TéléCinéObs, Nicolas Schaller parle de « navet sans nom » qui serait « un Cœur des hommes pour ménagères de moins de 50 ans, mis en scène comme une pub Narta, qui aligne plus de clichés et de mauvais goût qu’un test socio-cul dans Cosmopolitan ». Dans Les Inrockuptibles, Romain Blondeau qualifie le film de « comédie atroce », fustigeant « un déferlement de vulgarité », qui « frôl[e] une outrance grossière évoquant le pire du cinéma de mecs façon Very Bad Trip », et « un final conservateur ». Il trouve que les actrices sont « embarrassées » et considère que le film ne fait pas le poids face au Gazelles de Mona Achache.

#### Ailleurs dans le monde
En Belgique, Nicolas Crousse, dans Le Soir, considère que le film est « inégal, parfois fourre-tout, bruyant, très énervant [mais] aussi parfois généreux, drôle, qui fait un bel arrêt sur images sur la société des femmes d’aujourd’hui ». Le qualifiant de « portrait puzzle découpé en onze pièces », il souligne que c'était une « entreprise à risques multiples » qui « aurait pu verser dans la seule misandrie militante, sans recul, sans second degré » ou encore proposer un « humour aussi lisse que très vite insupportable ». Selon lui, « il faut reconnaître qu’il se passe quelque chose » et que « certains portraits sont bien tapés », citant les personnages d'Agathe et Inès. Hubert Heyrendt est bien plus sévère pour La Libre Belgique, estimant qu'Audrey Dana « n'aime visiblement pas les femmes » et qu'« elle en dresse en tout cas un portrait radicalement sexiste ». La rédaction de la RTBF parle de « jeu de massacre », qui aurait pu « être amusant s'il était bien écrit et/ou bien réalisé », et de « mauvaise sitcom » à la « vulgarité [...] terrifiante » qui se place alors comme « un des grands navets de 2014 ».
Au Québec, pour La Presse, Silvia Galipeau fait remarquer que « ce Sex and the City version parisienne promettait » mais qu'« au lieu du destin coquin de femmes libérées et fières de l'être », le film déçoit car il est « surtout archistéréotypé » et « se termine dans le plus grandiose cliché ». Elle admet que l'ensemble est comique « quoique parfois vulgaire » mais note que « les répliques les plus cinglantes du film sont précisément celles de la bande-annonce ». Si elle salue certaines actrices, elle juge que « la plupart des personnages sont toutefois beaucoup trop clownesques ». Charles-Henri Ramond, dans la revue Séquences, précise d'abord qu'il est difficile de « reprocher à Audrey Dana d’avoir joué d’audace pour tenter de dresser un portrait des multiples facettes de la femme française moderne et de ses relations avec les hommes » mais estime que le film est un « hallucinant enchevêtrement de sordide, d’humour sous la ceinture et de parties de fesse mal filmées » et « s’avère d’une rare vulgarité et d’une invraisemblable timidité ». Il remarque que les « rares moments justes n’allègent pas le fardeau » d'un premier film qui n'est « rien d’autre qu’une comédie de boulevard ridicule et racoleuse ». Il conclut que ce « ratage » est d'autant plus décevant qu'« un peu plus d’humilité et de délicatesse » aurait permis aux scénaristes de proposer « une chronique sociale aux valeurs tangibles ».
En Allemagne, Luitgard Koch, pour Programmkino, site consacré au cinéma d'art et d'essai, est plutôt enthousiaste, considérant que « les images de [cette] comédie déchaînée agissent avec fraîcheur et célèbrent avec distance la féminité dans des couleurs éclatantes »,. Il loue le « potentiel comique [des personnages], bien qu'il ne soit pas toujours pleinement utilisé »,. Il souligne toutefois qu'il y a sans doute trop d'idées pour que le spectateur suive l'histoire de tous ces personnages. En revanche, Bianka Piringer livre une critique plus mitigée sur le site Spielfilm, saluant les interprètes mais estimant que chaque histoire « se dissout dans le vague »,. Elle parle aussi de « clichés » qui ont quelque chose de « bancal » à propos du personnage de Rose,. Elle souligne que « l'attrait physique des femmes est encore très au centre de l'attention » pour un film qui essaie de donner une autre image des femmes.
En Espagne, Fausto Fernández, pour Fotogramas, trouve le film « fou et bourdonnant, irrévérencieux, comme l'univers féminin de Miike » car il le juge « toujours sur la limite, toujours transgressif »,. Selon lui, Sous les jupes des filles se situe « loin d'autres chroniqueurs acides, et des Idiosyncrasies féminines à la première personne » car la réalisatrice « préfère des modèles masculins d'inspiration : la névrose conjugale et affective de Judd Apatow et le mauvais ou bon goût des réalisateurs Bertrand Blier et Claude Lelouch »,. En revanche, Jordi Costa, dans El País, considère qu'Audrey Dana ne milite pas en faveur des femmes, au point que « son film n'aurait pas été meilleur s'il avait été fait par les plus impénitents des misogynes »,. Il qualifie même la réalisatrice d'« ennemie de son genre »,. Il clame en outre qu'il n'y a « pas de transgression dans ces romances avec des pets et ces accès de nymphomanie avec tics »,. Pour Cinemanía, Javier Cortijo cite également une longue liste de reproches, dont l'utilisation de nombreux stéréotypes ou « une certaine extravagance grotesque » et ne trouve qu'une seule qualité dans la performance de Géraldine Nakache. Rappelant qu'Audrey Dana est une réalisatrice débutante, il considère que ce n'est pas une excuse suffisante pour relativiser les défauts du film.
En Argentine, Javier Porta Fouz, dans La Nación, considère que les meilleurs aspects du film reposent dans le choix d'un langage explicite, dans le rythme et l'enchaînement des situations et dans la prestation de Géraldine Nakache. Toutefois, il parle de « comédie superficielle », qui, selon lui, est desservie par « la musique qui surligne sans arrêt », par les « cris et gestes exagérés » et par « la tendance de la comédie grand public française à la vulgarité moins élaborée »,. Son compatriote Horacio Bernades, dans Página/12, évoque un « défilé de stéréotypes féminins » qui est « surécrit, surdirigé et sauvagement surjoué »,. Pour lui, le film et son titre original révèlent, de la part d'Audrey Dana, une vision « obsédée par le sexe et les hormones à la manière d'un/e adolescent/e »,.
En Russie, sur le site Film.ru, Ievgueni Oukhov attribue une note de 6/10, considérant que le film échoue à combiner les histoires de tous les personnages et que la réflexion sur les femmes est plutôt superficielle, mais saluant l'impressionnant casting et soulignant que les défauts n'empêchent pas de prendre du plaisir. Dimitri Karpiouk est plus sévère sur le site Kino-teatr.ru, regrettant une accumulation de tous les clichés possibles et estimant que les actrices ne parviennent pas à transmettre leur propre plaisir à jouer leurs rôles. Il note en outre que Dana n'a pas la subtilité de Judd Apatow et que le film s'avère surtout « une collection de gags vulgaires et sans signification », ne trouvant qu'une seule situation intéressante et drôle, celle du personnage incarné par Géraldine Nakache.

### Accueil public

#### Box-office

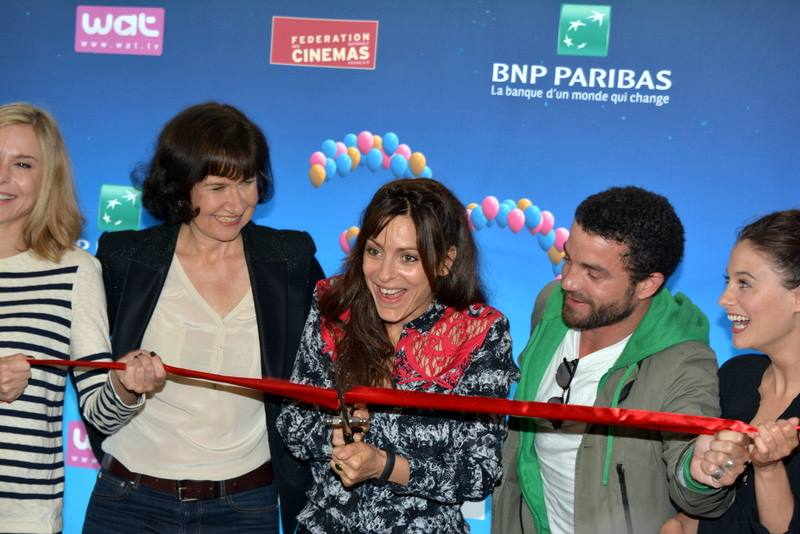
Audrey Dana et Guillaume Gouix ont participé à l'ouverture officielle de la Fête du cinéma 2014, opération dont a bénéficié le film en termes d'entrées.

En France, Sous les jupes des filles totalise environ 1,39 million d'entrées,, dont plus de 270 000 à Paris. Il réalise plus de 80 000 entrées lors de son premier jour, dont près de 17 000 sur Paris et sa périphérie, réalisant le meilleur score national de cette journée. Lors de sa première semaine d'exploitation, le film se place à la deuxième place du box-office hebdomadaire derrière Edge of Tomorrow, avec plus de 400 000 entrées, puis il prend la première place du box-office national lors de la deuxième semaine malgré une baisse de fréquentation (-40,11 %), avec plus de 240 000 entrées, avant de redescendre à la troisième place la semaine suivante derrière Triple Alliance et Qu'est-ce qu'on a fait au Bon Dieu ?. Lors de sa quatrième semaine, le film passe en cinquième position du box-office hebdomadaire mais il réalise plus d'entrées que la semaine précédente, dans un contexte de Fête du cinéma qui lui permet de dépasser le million d'entrées cumulées.
Il passe ensuite deux autres semaines dans le top 10, au septième rang puis au neuvième, et le film reste à la onzième place puis à la dix-septième, passant donc huit semaines d'affilée dans le top 20 hebdomadaire. Au box-office français de l'année 2014, Sous les jupes des filles termine en 41e position parmi les 57 films ayant cumulé plus d'un million d'entrées.
L'Observatoire européen de l'audiovisuel répertorie un total supérieur à 1,62 million d'entrées sur quinze pays européens où le film a été exploité, dont plus de 230 000 à l'étranger. Hors de France, le film cumule plus de 30 000 entrées en Espagne et en Belgique, plus de 40 000 en Pologne et plus de 50 000 en Russie.
Les recettes du film sont estimées à plus de 12 250 000 dollars dans le monde, dont environ 11 100 000 en France,, 470 000 en Italie, 400 000 en Belgique 217 000 en Suisse et 96 000 en Russie.

#### Avis des internautes
Sur Internet, Sous les jupes des filles obtient un accueil public plutôt moyen dans l'ensemble, voire négatif, puisque les moyennes sont situées entre 4 et 6 sur 10 (ou équivalents) sur les sites ayant recueilli plus de 500 votes.
| Site web     | Pays d'origine du site | Note moyenne | Nombre de votes | Date            | Commentaires |
| ------------ | ---------------------- | ------------ | --------------- | --------------- | --- |
| Filmweb      | Pologne                | 5,6/10 ·     | 6 673           | 18 mai 2017     | |
| Allociné     | France                 | 2,7/5 ·      | 3 628           | 9 juillet 2017  | |
| KinoPoisk    | Russie                 | 5,761/10 ·   | 2 506           | 12 juillet 2017 | KinoPoisk propose plusieurs graphiques pour détailler la répartition des votes et un autre montrant l'évolution de la note moyenne, qui oscille entre 5,739 et 5,920.                                                                         |
| IMDb         | États-Unis             | 5,3/10 ·     | 1 297           | 24 juin 2017    | IMDb utilise un système de moyenne qui lui est propre. Le site indique néanmoins la moyenne arithmétique et la note médiane, respectivement 5,6 et 6 pour ce film. D'autre part, IMDb indique qu'au moins 825 votants ne sont pas américains. |
| FilmAffinity | Espagne                | 4,3/10 ·     | 593             | 8 décembre 2016 | Site bilingue en anglais et en espagnol, FilmAffinity propose un graphique montrant globalement la répartition des votes, sans toutefois indiquer les pourcentages de chaque niveau.                                                          |

### Distinctions

#### Récompenses
- Prix Henri-Langlois 2015 : Trophée Révélation pour Audrey Dana[93]
- Trophées du Film français 2015 : Trophée de la première œuvre[94]

#### Sélections
- Festival Paris Cinéma 2014 : sélection « French Touch »[95]
- Festival du film français d'Helvétie 2014 : sélection officielle[96]
- Festival du film de Hambourg 2014 : sélection pour le prix du public[97]
- Festival Varilux de cinéma français au Brésil 2015 : sélection officielle[98]

## Analyse

### Multiplicité et complexité des femmes auXXIesiècle
Audrey Dana estime qu'il est « difficile de définir la femme aujourd'hui » et que son film souligne cette complexité. Elle justifie ainsi le choix d'utiliser « au moins 11 visages pour tenter d'esquisser un portrait de la femme d'aujourd’hui », ajoutant que ça n'est évidemment pas suffisant car chaque femme est « un peu de chacune de ces femmes et sans doute d'encore beaucoup d'autres ». Pour elle, Sous les jupes des filles est à la fois une « invitation à assumer, et à se libérer, et à s'ouvrir, et à s'animaliser ». La réalisatrice présente aussi son film comme une volonté de « casser les jambes au mythe de la femme française ». Elle souligne que, « en gros, dans les comédies qu'on propose aux actrices, tu joues soit la salope, soit la bonne copine » alors que « la vie, c'est quand même plus paradoxal ou nuancé que ça ». Sylvie Testud déclare pour sa part qu'il existe « plusieurs façons d’investir la féminité » et que « la dictature de "comment c’est la féminité" » est en train de disparaître.
Le site Le cinéma est politique note que le film « semble avoir l'ambition de traiter des sujets graves et importants », par exemple avec « la jouissance féminine et la pression sexuelle qui s'exerce sur les femmes, le cancer du sein et la violence conjugale » mais que ces sujets « sont traités de manière complètement anecdotique » et « consciencieusement dépolitisés ». Dans Télérama, Guillemette Odicino considère aussi que « certains thèmes, plus graves ou complexes, semblent avoir effrayé la réalisatrice ».
Dans L'Express, Éric Libiot note que « le propos n'est pas une enquête sur la place de la femme dans un monde essentiellement à poils et à moustaches, plutôt une heureuse tentative de donner aux mots le poids qui leur convient, partant du principe que, eux, n'ont pas de sexe - ou ne devraient pas en avoir car ils n'en ont parfois que trop ».

### Absence de tabous: menstruations, sexualité et langage

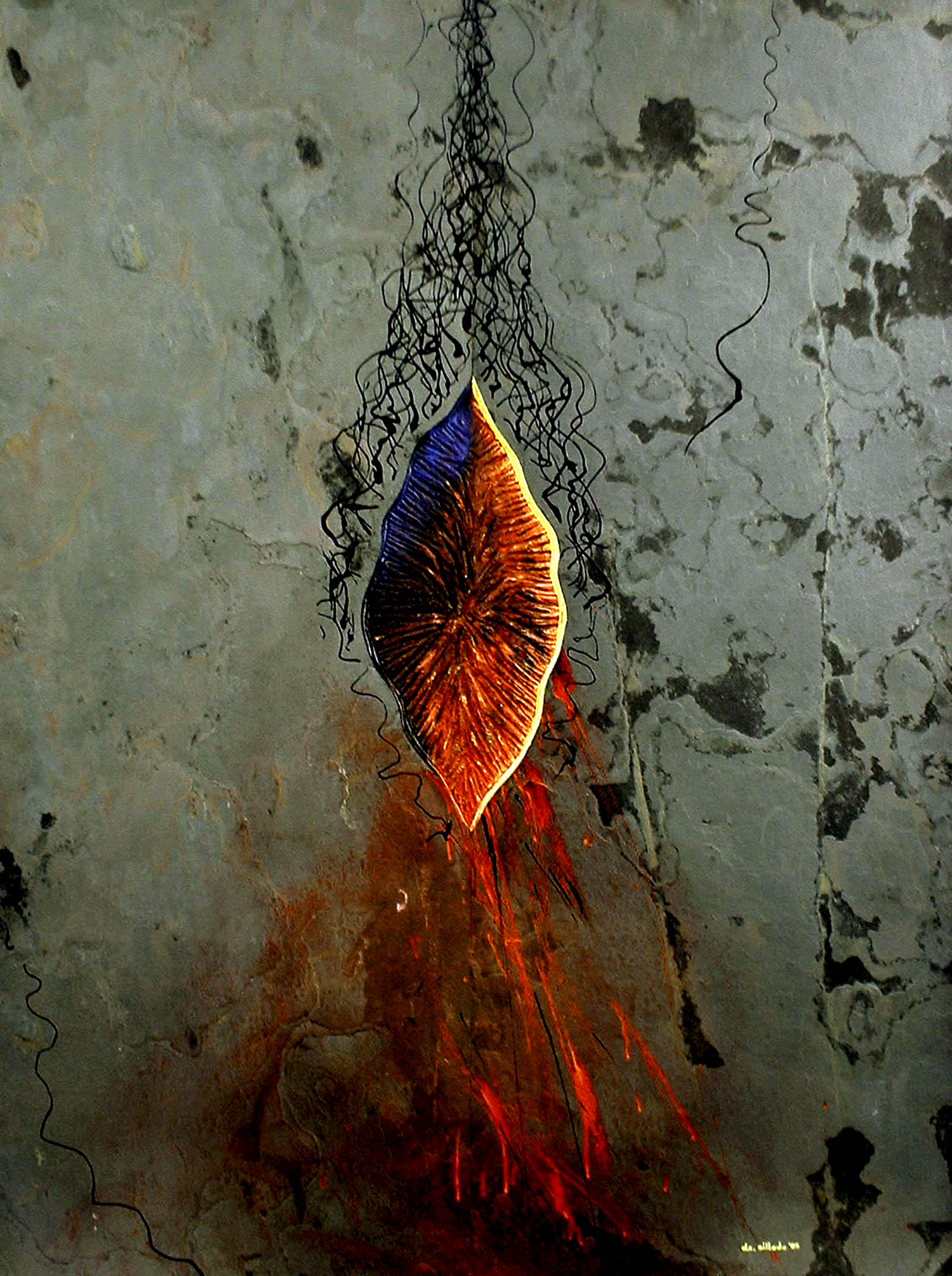
Le film parle des menstruations, un thème souvent tabou et rarement développé dans les arts et les divertissements, comme ici en 2005 dans une œuvre du Philippin Danny Sillada.

Audrey Dana revendique la volonté de parler d'aspects souvent tabous au sujet des femmes, ne se fixant comme seule limite « que tout ait du sens ». Il n'y a donc, dans son film, « pas de scènes de nu, de situations salaces, glauques, voyeuristes ». Elle considère que « rire de nos petites humiliations, nos fantasmes, nos frustrations, notre sensualité, nos sexualités, nos paradoxes, ça devrait être déculpabilisant pour les femmes ».
La réalisatrice a ainsi choisi d'aborder les menstruations en général, et plus particulièrement l'acte sexuel pendant les règles, sujet abordé dès la première scène, laquelle fait écho au titre du film et au générique écrit en lettres rouges. Admettant que cette scène est « assez rock and roll », Audrey Dana a préféré la jouer elle-même plutôt que de l'imposer à une autre actrice, même si elle y a « mis de la pudeur – tout se passe sous les draps – et des effets spéciaux poétiques puisque, à peine entrevu, le sang se transforme en paillettes qui s’envolent ». Selon elle, « si ça dérange, c’est sans doute qu'on voudrait toujours voir les femmes sous leur meilleur jour ».
D'autre part, le film met en scène une grande libération sexuelle de ses personnages féminins, sans aucun jugement de valeur sur ce point. Éric Libiot remarque que ça « parle sexe et hormones, fidélité et plans cul, corps, pulsions et contraintes en un point de vue exclusivement féminin ». Toutefois, la sexualité est surtout abordée à travers les fantasmes. Comme Audrey Dana trouve qu'il y a trop de nudité féminine au cinéma, elle a évité d'en montrer dans son film malgré les thèmes sexuels et crus, mais, « pour marquer le coup un peu plus », elle a filmé à plusieurs reprises un homme nu, avec l'intention de dire : « voilà, et si c'était nous qui nous rincions l’œil, même si on n'appellerait pas ça forcément comme ça ». Elle considère en outre que son film est « un peu dans l'esprit des Infidèles » car les personnages féminins n'y ont « pas du tout la part belle » et que l'objectif est de « casser un peu le mystère » des femmes. Marc Missonnier présente d'ailleurs ce film comme « la réponse féminine aux Infidèles ».
Sous les jupes des filles revendique aussi une liberté de ton et la possibilité, pour les femmes, d'utiliser un langage cru,. Le film montre ainsi que la vulgarité et les grossièretés ne sont pas réservées aux hommes.
Un an après la sortie, Audrey Dana admet qu'elle ne s'était pas attendue à ce que la première scène soit « qualifiée de vulgaire » et qu'on lui « reproch[e] de faire du crado ». Elle affirme alors que ces réactions lui ont fait comprendre qu'il « fallait absolument faire bouger les lignes ».

### De la question du féminisme et du public visé
Le positionnement du film, de la réalisatrice et de ses actrices envers le féminisme a suscité un certain nombre de critiques, commentaires et interrogations,, tout comme la question du public visé, Audrey Dana évoquant avant tout sa volonté de faire, selon les variantes, « un film de femmes pour les femmes » ou « un film par des femmes pour les femmes, et les hommes qui aiment les femmes ». Lors de la phase de préparation, elle affirme que son film « n'est pas féministe, au contraire », justifiant cela par le fait que le film ne montre pas forcément une image positive des femmes. Au moment de la sortie, Audrey Dana précise que tout « dépend quel sens et quel poids on donne au mot féminisme », estimant que le terme de féminisme peut sous-entendre « de la colère et un rejet des hommes » et que, de ce point de vue, le mot ne s'applique pas à son film. Malgré cela, elle admet que Sous les jupes des filles est féministe dans le sens où « il y a un désir de parité très très fort ». Elle note par ailleurs qu'il y a besoin de « féministes activistes pour faire bouger des choses » et que son film peut aussi y participer, mais « à une tout autre échelle ». Elle est elle-même militante en tant que marraine de Paroles de femmes, une association qui lutte contre le sexisme et les inégalités. Elle estime aussi, au sujet de la place des femmes dans la création cinématographique, que les femmes doivent agir et « pas se planter en victimes ». Elle dit enfin « croi[re] au changement qui est en marche » et pense que « nous évoluons vers une parité naturelle ».

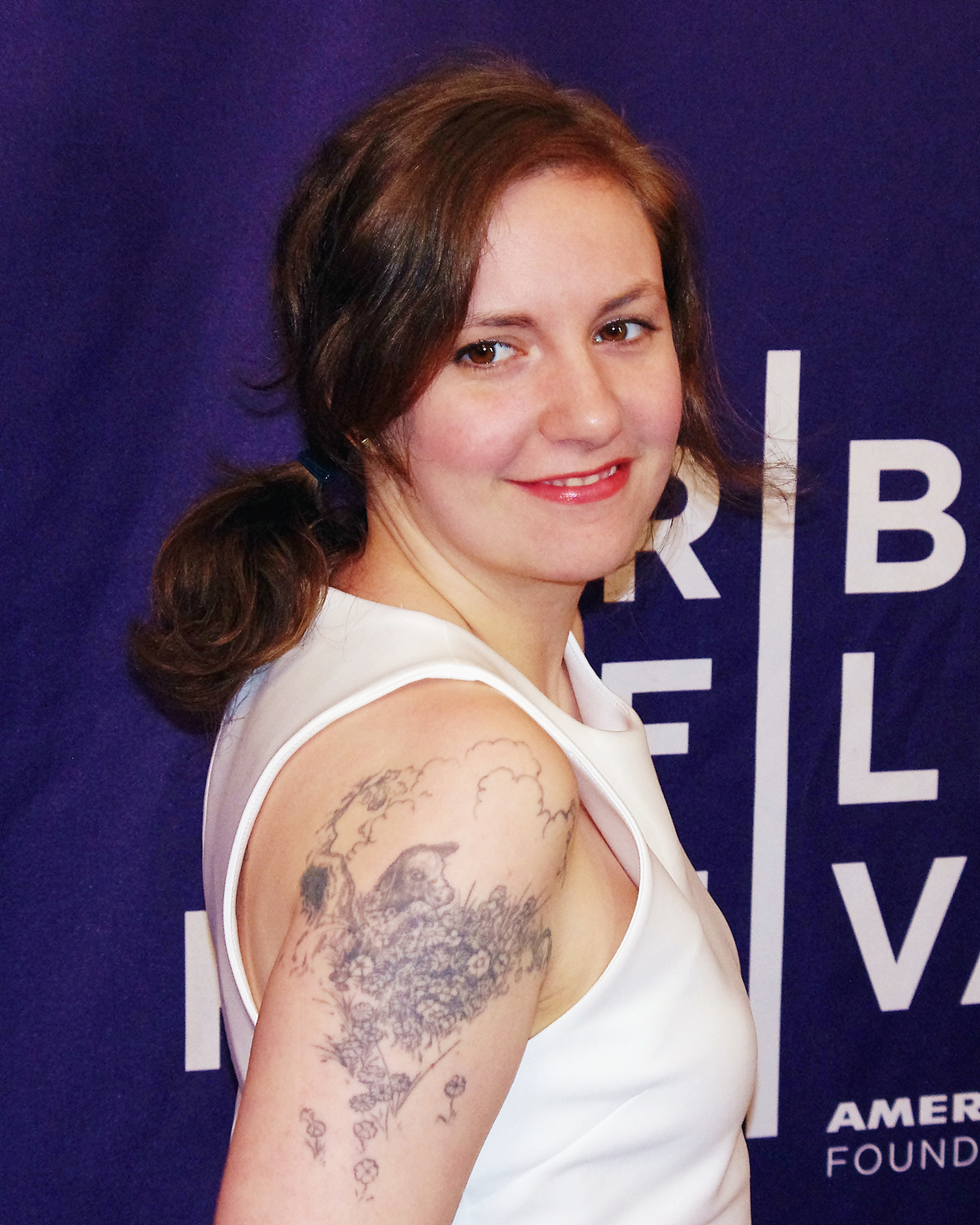
Plusieurs critiques ont opposé le film d'Audrey Dana à la série Girls, créée par Lena Dunham (ici en 2012).

Dans Cheek Magazine, Faustine Kopiejwski lui reproche de souscrire seulement au terme « militantisme » mais d'être « mal à l’aise avec la notion de féminisme », « comme s’il s’agissait d’un tabou ». Elle regrette la vision du féminisme que la réalisatrice véhicule, tout en soulignant que celle-ci admet malgré tout le caractère féministe de son film. Elle remarque d'ailleurs que l'utilisation promotionnelle de la scène du flash mob lors de la Journée des femmes devrait « inscrire ce film dans un certain cadre, celui de la revendication égalitaire et donc, du féminisme ». Elle se demande ainsi s'il y a une crainte d'échec commercial en cas de revendication clairement féministe et précise qu'aux États-Unis c'est, au contraire, devenu « un argument marketing », citant Lena Dunham, « qui incarne le summum du cool et se dit farouchement féministe », mais aussi Beyoncé ou Pharrell Williams.
Faustine Kopiejwski s'indigne par ailleurs des explications d'autres actrices du film. Vanessa Paradis ayant affirmé que Sous les jupes des filles était « un très beau film de femmes sur les femmes, absolument pas féministe », Kopiejwski se demande « ce que ce mot maudit recouvre pour elle ». Elle ironise sur les propos d'Audrey Fleurot, qu'elle considère comme méprisants envers les hommes, l'actrice ayant déclaré que le film n'est pas « particulièrement adressé aux femmes, c'est même un petit côté mode d'emploi pour les hommes, c’est un petit peu pédagogique ». Kopiejwski est encore plus critique envers Alice Belaïdi et Géraldine Nakache, « palme de la langue de bois » selon elle. Belaïdi affirme notamment que le film « traite juste de femmes de différents âges et différents milieux sociaux […] sans être dans une revendication un peu absurde », ce à quoi Kopiejwski répond qu'il faut « réfléchir à ce que ces personnages disent de notre société » et que, « en 2014, les revendications concernant la condition des femmes ne sont pas “absurdes” ». Elle estime que Nakache fait, pour sa part, preuve d'une « mauvaise foi patentée » quand l'actrice affirme : « Pardon pour mes aînées qui se sont battues pour que je puisse porter des jupes et prendre la pilule, mais je n’y ai même pas pensé ». Kopiejwski rappelle en effet que Nakache avait fait un lien entre ce film et le féminisme lorsqu'elle avait évoqué ses réticences de départ, regrettant aussi que l'actrice véhicule « l'amalgame crispant entre féminisme et Chiennes de garde, et la croyance un peu atterrante que le féminisme appartient au passé ».
D'autres déclarations d'actrices n'ont pas été commentées par Kopiejwski. Sylvie Testud ne rejette pas explicitement le qualificatif de féministe mais considère seulement que le film n'a « pas besoin de rentrer dans la revendication ». Julie Ferrier apporte quant à elle son interprétation de l'expression « film pour les femmes » : selon elle, le mot « pour » ne doit pas être pris comme signifiant « destiné à tel ou tel sexe » mais plutôt comme « en hommage à ». De son côté, Laetitia Casta note qu'il y a « de l'autodérision sur les femmes », ce qui, selon elle, peut plaire aux hommes. Enfin, Marina Hands souligne qu'« il ne faudrait pas que ce soit un événement de faire un film de femmes aujourd'hui » et que, même si c'est rare, « ce n'est pas une opération coup de poing ».
Il a également été reproché au film d'être insuffisamment ou imparfaitement féministe malgré les thématiques abordées. Dans Le Monde, Sandrine Marques regrette que le film soit plus béhavioriste que féministe. Elle compare le film avec la série télévisée Girls, « qui affiche les mêmes ambitions », considérant qu'Audrey Dana « n'a pas l'acuité d'une Lena Dunham, la créatrice de la série, ni son inquiétude ». Le film a été aussi accusé de véhiculer certains stéréotypes,,. Sur le site Le cinéma est politique, Julie Gasnier critique notamment l'influence des hormones sur le caractère et le comportement des personnages féminins, qui constituent une vision « misogyne et totalement invalidée par les études scientifiques » qui est d'ailleurs un « argument phare du discours essentialiste qui prétend que si les hommes et les femmes sont fondamentalement différents (et donc n’ont pas les mêmes compétences, et par extension ne méritent pas les mêmes droits…) ». Alors que l'auteur note que certains thèmes sont foncièrement féministes, le film « les fait finalement passer au second plan et sans jamais remettre en cause le système patriarcal » et paraît même valider les discours masculinistes lorsque le personnage de Sam « plaint ces pauvres hommes à qui on demande à la fois d’être des pères et des amants, de faire le ménage et d’être virils ». Gasnier considère en outre que les cibles du film sont avant tout les « femmes blanches, hétérosexuelles et aisées ». Dans Les Inrockuptibles, Romain Blondeau critique aussi l'aspect « conservateur » du film, considérant que ses provocations n'empêchent pas « un rétablissement faux cul de l'ordre conjugal classique et hétéronormé ». Le Québécois Charles-Henri Ramond, dans la revue Séquences, regrette aussi la maladresse de cette « finale ultra caricaturale qui remet la femme bien gentiment dans un foyer qu’elle n’aurait jamais d[û] quitter ». De son côté, Nathalie Chifflet, dans Le Progrès, estime en revanche que le « public masculin [...] risque de se sentir bien seul, et un peu perdu » et se demande si Sous les jupes des filles n'est pas fait avant tout « pour les filles féministes ».
Environ un an après la sortie du film, Audrey Dana revient sur ces critiques, avouant qu'elle s'était préparée à en affronter sur la qualité du film mais qu'elle avait été surprise que « le film a[it] été attaqué pour ce qu'il avait de féminin ». Au sujet des déclarations des actrices, elle explique qu'elles avaient probablement répondu aux questions en disant que le film n'était pas féministe « simplement parce que ce n'est pas l'étiquette » qu'elle-même avait utilisée lors du tournage. Elle précise aussi que la réalisation de ce film lui a fait prendre « conscience des progrès qu'il reste à accomplir » et lui a permis de s'identifier elle-même comme féministe. Lorsque la journaliste de Causette fait remarquer que son film avait été comparé avec Les Gazelles seulement parce que les deux étaient dirigés par des réalisatrices et que la distribution était avant tout féminine, Audrey Dana confirme que « c'était une manière de dire : vous, les femmes, vous avez le droit de réaliser des films, mais on va vous comparer ». Dans une autre interview, elle déclare son aversion pour les « étiquettes » et se dit « évidemment [...] féministe » tout en affirmant qu'elle n'est « pas plus pour les femmes que pour la planète ou contre l'industrie agro-alimentaire ou les ravages des téléphones portables ». En évoquant alors son projet de deuxième long métrage, Si j'étais un homme, elle parle néanmoins d'un « film profondément féministe dans le sens joyeux du terme, et aussi une invitation à se réconcilier avec les hommes ».